# Chiesa di San Quirico a Legnaia
La chiesa di San Quirico a Legnaia è un luogo di culto cattolico di Firenze, situato all'interno del rione San Quirico.
L'esistenza di un oratorio o una compagnia intitolata a san Quirico è testimoniata a partire dal 1038; viene tuttavia ipotizzato che la costruzione di un edificio vero e proprio in cui fosse celebrata quotidianamente la messa risalga alla metà del Duecento, con l'arrivo del primo parroco, Boninsegna. Tra il 1442 e il 1455 fu presente in qualità di rettore il frate e pittore Filippo Lippi, che tuttavia non lasciò alcuna opera di sua mano.
A partire dal 1893 iniziarono le procedure per la demolizione dell'edificio: esso infatti rendeva difficoltoso il passaggio dei mezzi nella vicina via Pisana, oltre ad avere dimensioni insufficienti per la popolazione del borgo. La chiesa antica fu demolita tra il gennaio 1900 e l'ottobre 1901; nel medesimo periodo fu ricostruita poco distante una nuova chiesa, su progetto dell'architetto Ezio Cerpi. A causa di alcune irregolarità e manchevolezze compiute dal costruttore nel corso dei lavori furono tuttavia necessarie numerose opere di messa in sicurezza, terminate solo nel 1927.
Lo stile della costruzione è neorinascimentale, mentre la sua pianta è a croce latina. La chiesa possiede come reliquia la mano di san Quirico; essa è conservata in una piccola pisside e mostrata in occasione della ricorrenza di quest'ultimo, il 16 giugno, oltre che per la festa di Tutti i Santi.

## Origine del nome San Quirico a Legnaia

Stemma di Legnaia, rione che ha dato il nome alla chiesa

Il termine Legnaia deriva dal latino Lignaria, ossia luogo in cui viene custodito e lavorato il legname; ai tempi dei Romani la zona era infatti ricca di alberi e le attività che prevalentemente vi si svolgevano erano quelle dei boscaioli e dei falegnami. Emanuele Repetti, all'interno del suo Dizionario geografico, cita due ulteriori ipotesi: la prima farebbe risalire il nome a delle imponenti torri di legno con scopo difensivo che circondavano il borgo in cui la chiesa sorse, mentre la seconda alla presenza di piantagioni di lino, che avrebbero fatto chiamare la zona Linaria.
Riguardo al santo titolare, la curia arcivescovile possiede una denominazione ambivalente: sebbene riferita generalmente al solo Quirico, essa si trova in alcuni documenti anche come "dei Santi Quirico e Giulitta", che sono spessissimo venerati in coppia.

## Storia

### Dalle origini al Trecento

#### Le prime testimonianze

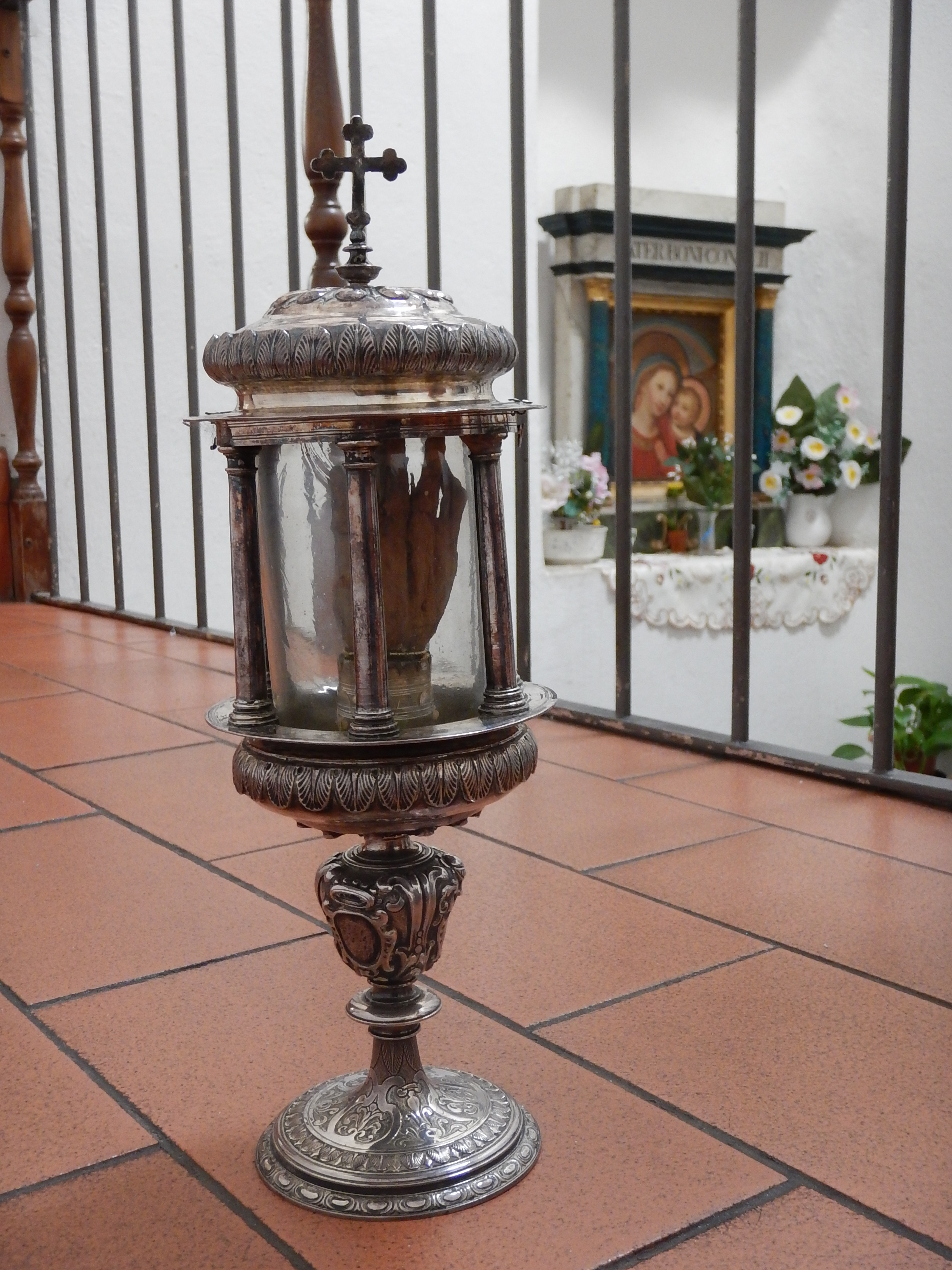
La mano di San Quirico, custodita dalla parrocchia come reliquia; sullo sfondo, l'immagine della Madre del Buon Consiglio

Le prime testimonianze riguardanti la chiesa di San Quirico a Legnaia risalgono al 1038; essa viene infatti menzionata in un trattato di donazione dell'imperatore Corrado II nei confronti della Badia Fiorentina, nella frase «Et quicquid Rustichellus filius Bonini Cantoris tenuit et habuit in loco Lignaria in Sancto Quirico». Tale documento si è conservato grazie all'intervento di Ippolito Camici, priore fiorentino che lo inserì nel tredicesimo volume della Storia de' duchi e marchesi di Toscana. L'edificio viene nominato anche in un contratto di cessione del 9 febbraio 1131, stipulato dal notaio Ser Pietro, mediante l'espressione «In loco Lignaria prope Ecclesiam Santi Chyrici». Un ulteriore scritto ufficiale datato 29 novembre 1287 esplicita chiaramente l'esistenza non solo di un luogo dedicato a San Quirico, ma di una vera e propria parrocchia.
Nei secoli successivi il borgo di Legnaia si sviluppò sia intorno alla chiesa di San Quirico, sia a un edificio di culto ad essa vicino, la chiesa di San Michele a Legnaia, tanto da dare vita – all'interno dei documenti dell'epoca – al «popolo di San Quirico» e al «popolo di San Michele». Quest'ultima, precedentemente intitolata al santo Salvatore, e in seguito a sant'Angelo ("angelo Michele"), aveva origine longobarda ed esercitava il culto ariano; al contrario, san Quirico praticava il culto romano, nella forma stabilita dal concilio di Nicea. Secondo i Memorabilia Ecclesiae Florentinae, pubblicati intorno al 1758 dallo storico e abate Giovanni Lami, i primi due parroci furono, rispettivamente nel 1255 e nel 1286, Boninsegna e Spinello.

#### Il patronato dei Bostichi

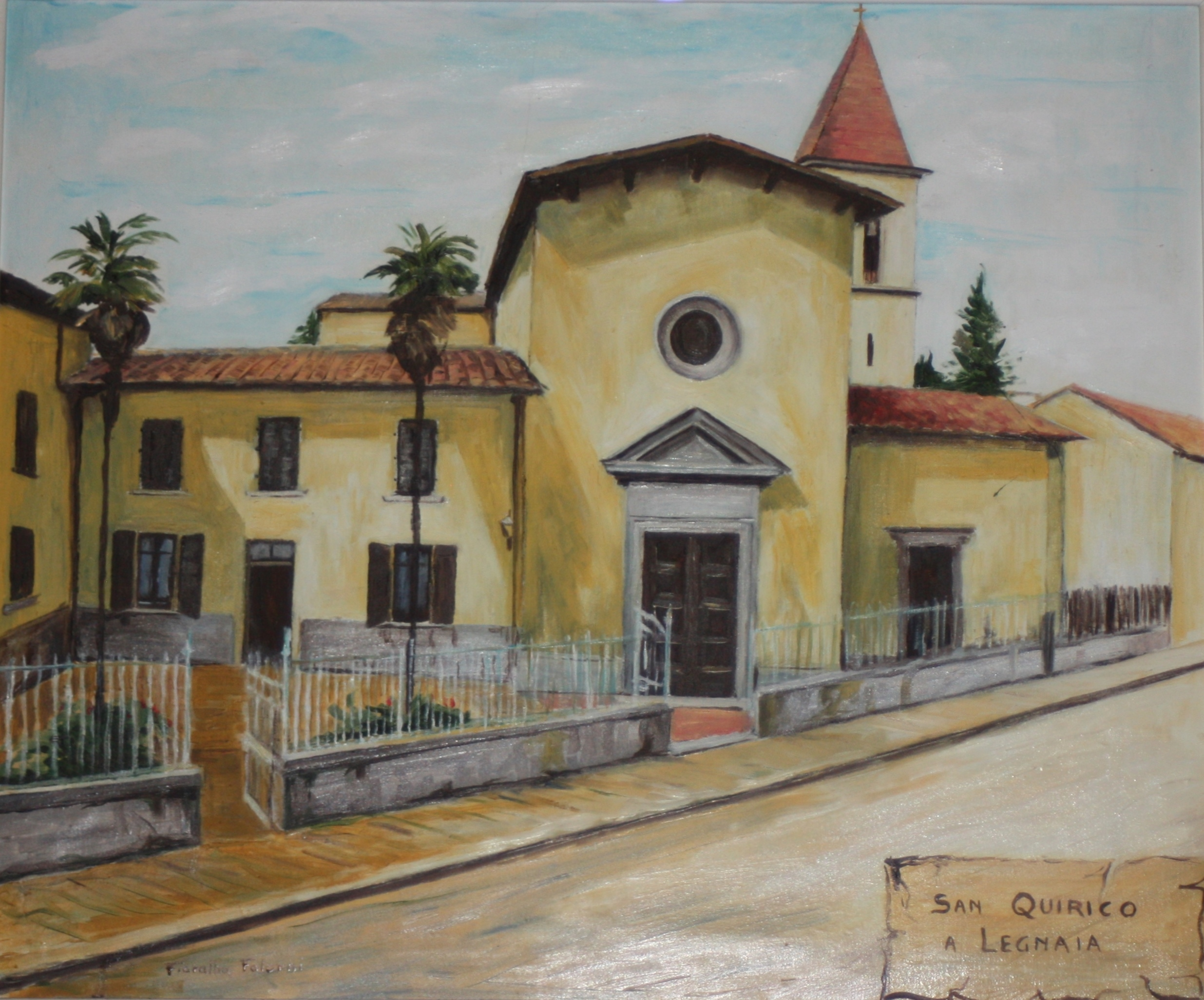
La chiesa di San Quirico a Legnaia negli anni recenti, in un dipinto di Fioralba Falorni

Secondo l'ipotesi di don Ugo Bandinelli, parroco della chiesa dal 1901 al 1947 e autore di una monografia dal titolo Origine della chiesa di San Quirico a Legnaia, nel 1038 esisteva soltanto un oratorio o una compagnia nella quale i fedeli si radunavano per la recita delle preghiere, e in cui ogni domenica un sacerdote si recava per celebrare la messa; l'edificio sarebbe stato quindi costruito intorno alla metà del Duecento, con l'arrivo del primo sacerdote. Bandinelli afferma inoltre di aver reperito, da una non meglio precisata e anonima Cronaca del Quattrocento, le seguenti informazioni relative all'origine del luogo di culto: «Al nome di Dio e della Sua Sancta Madre Virgine Maria e di Sancto Giovanni Battista e di Messer Sancto Chiricho: Questa Chiesa fu fatta et ebbe principio da Bosticchi. E dettonle podere et Orto acciocché potesse essere uficiata da prete. Et principiorola collo aiuto della Compagnia et popolo di Sancto Chirico. Dipoi feciano, e feroci i Chalici e pianete e altri adornamenti. Et che la Compagnia et popolo dovesse essere alla cura della Chiesa. Et quando manchiassi loro vita mascholina richade al popolo».
Dalla sua costruzione la chiesa ebbe il patronato dei Bostichi, i quali provvidero a un podere e a un orto per il sostentamento dei sacerdoti e al reperimento dei principali arredi sacri; stabilirono inoltre che, all'estinzione della loro stirpe, il diritto alla nomina del parroco sarebbe dovuto passare al popolo. Il senatore Carlo Strozzi, all'interno del volume Cose ecclesiastiche, conferma che la famiglia era patrona di San Quirico anche nel 1348; tuttavia, pochi decenni dopo (intorno alla fine del XIV secolo) questa cedette o vendette il suo patronato ai Pucci.

### Dal Quattro all'Ottocento

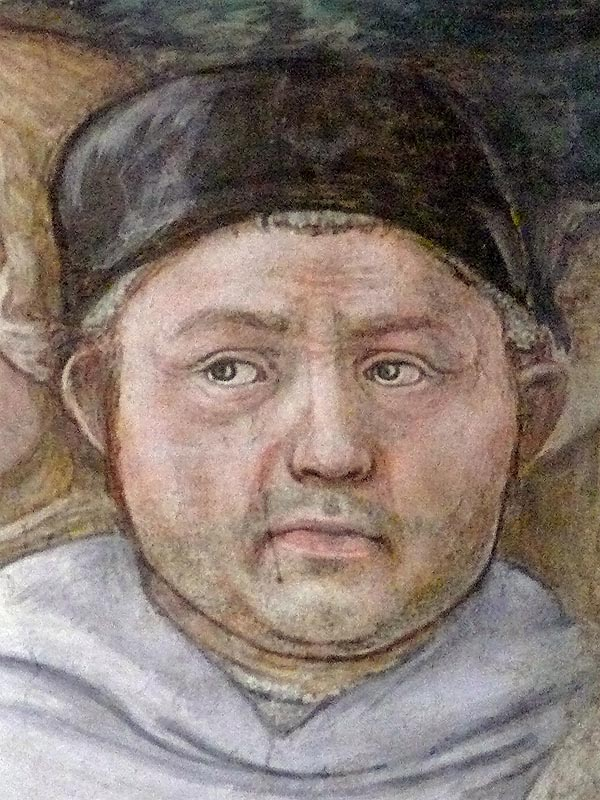
Filippo Lippi, rettore della chiesa dal 23 febbraio 1442 al 19 maggio 1455

#### La rettoria di Filippo Lippi e la dedica a Santa Chiara
Mediante una bolla datata 23 febbraio 1442, papa Eugenio IV nominò il frate pittore Filippo Lippi rettore e abate commendatario a vita del luogo; da una nota successiva, risalente al 1447, risulta che anche il fratello Giovanni era stato destinato alla medesima chiesa. Il beneficio non risolse tuttavia i continui problemi economici del frate, tanto da indurlo nel 1450 a falsificare la ricevuta di versamento destinata a un suo allievo, Giovanni di Francesco del Cervelliera. In seguito alla confessione del Lippi e alla conseguente condanna, il 19 maggio 1455 la rettoria gli venne formalmente revocata; in aggiunta a ciò, risultò contestato al pittore il fatto di non aver adempiuto in modo adeguato ai propri doveri. Durante la sua permanenza a San Quirico, Lippi non lasciò alcuna traccia delle sue opere.
Secondo lo storico e presbitero Domenico Moreni, l'edificio intorno alla prima metà del Quattrocento cambiò nome in chiesa di Santa Chiara a Legnaia; ciò sembrerebbe suffragato dal fatto che gli storici del periodo non nominano affatto la chiesa di San Quirico, e da un documento della Repubblica Fiorentina del 18 dicembre 1444, che cita tutte le parrocchie della zona, eccetto San Quirico e con l'aggiunta di Santa Chiara a Legnaia. Tuttavia, poiché non sono giunte ulteriori notizie relative alla denominazione Santa Chiara, è stato altresì ipotizzato che la variazione del nome sia stata un errore del trascrittore del documento.

#### La Compagnia di San Quirico e le congregazioni minori

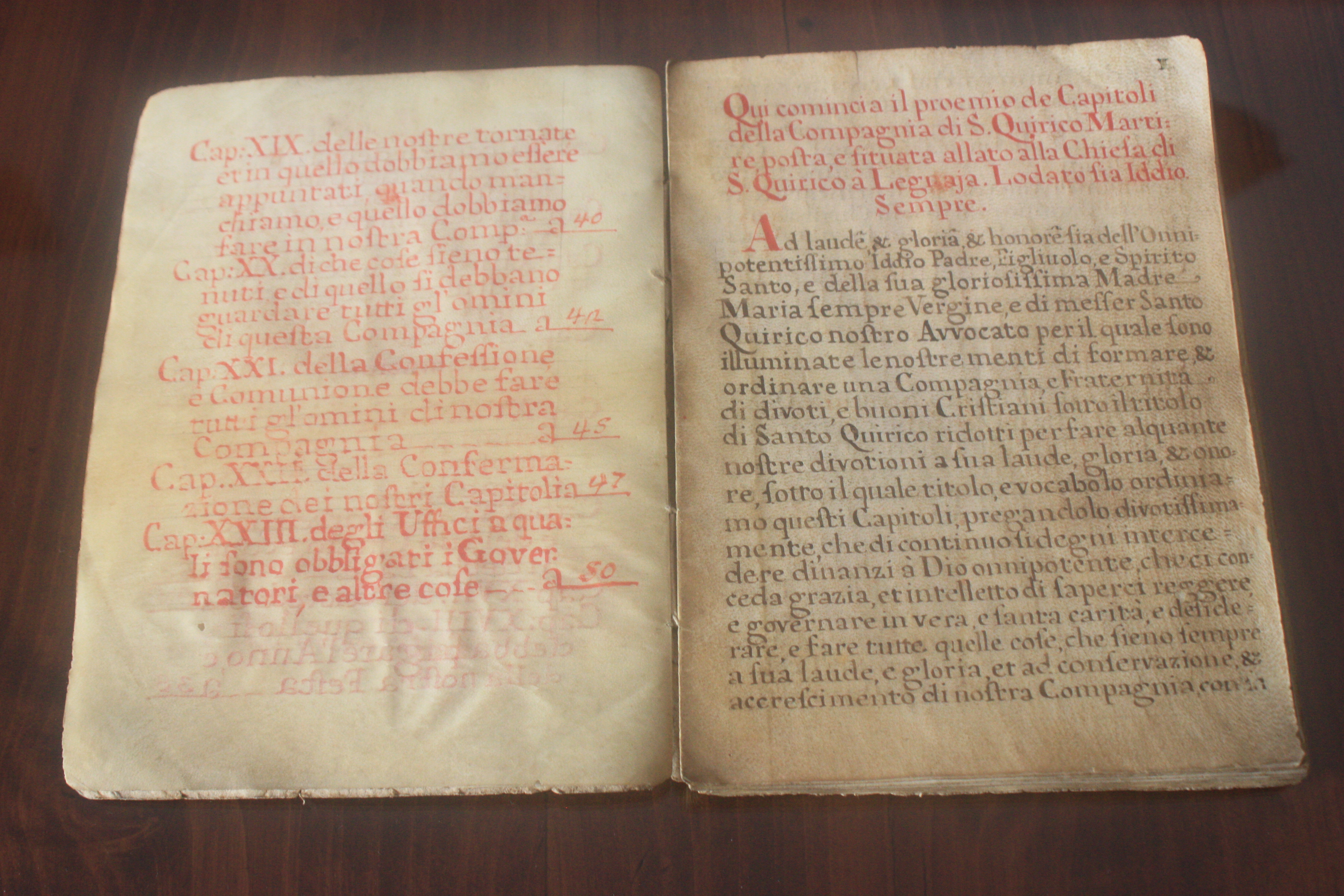
Prime due pagine dell'opera quattrocentesca Capitoli della Compagnia di San Quirico Martire

Nel 1481 nacque e si stabilì nei pressi della chiesa la Compagnia di San Quirico, la quale risulta dai catasti dell'epoca la più facoltosa della zona; le numerose regole e i precetti della Compagnia sono testimoniate da un volume in pergamena, intitolato Capitoli della Compagnia di San Quirico Martire e conservato nell'archivio parrocchiale. All'interno del libro viene inoltre scritto che essa ebbe inizio «nel tempo di Sisto Papa IIII nell'Anno del suo Pontificato X° regnante, [...] posta e situata allato alla chiesa di San Quirico a Legnaja». La Compagnia di San Quirico era tuttavia l'evoluzione di una precedente compagnia, attiva a partire dal Duecento e conosciuta con differenti nomi: inizialmente come Compagnia del Cassone, poi Congregazione della Disciplina, del Santissimo Sacramento e infine di Maria Santissima Addolorata.
Nel 1785, per volontà del Granduca di Toscana Pietro Leopoldo, la Compagnia di San Quirico venne formalmente soppressa; rimase comunque attiva fino ai primi del Novecento, mentre già nel 1928 – come risulta dalla testimonianza del Bandinelli – interveniva di rado, solo in occasione dell'accompagnamento dei defunti al cimitero e dei festeggiamenti per la Madonna Addolorata. Parallelamente, a partire dalla metà del XIX secolo e sempre fino agli inizi del Novecento fu attiva la Congregazione di Maria Santissima del Soccorso; di essa faceva parte come capofila il parroco di San Quirico a Legnaia, insieme ai sacerdoti delle chiese vicine, con lo scopo di festeggiare l'omonima immagine della Madonna. Nel 1901, per tentare di ravvivare la congregazione, ne fu da don Luigi Nucci modificato il nome in Congregazione delle Madri Cristiane, dedicandola a Maria Soccorritrice delle spose e delle madri. 

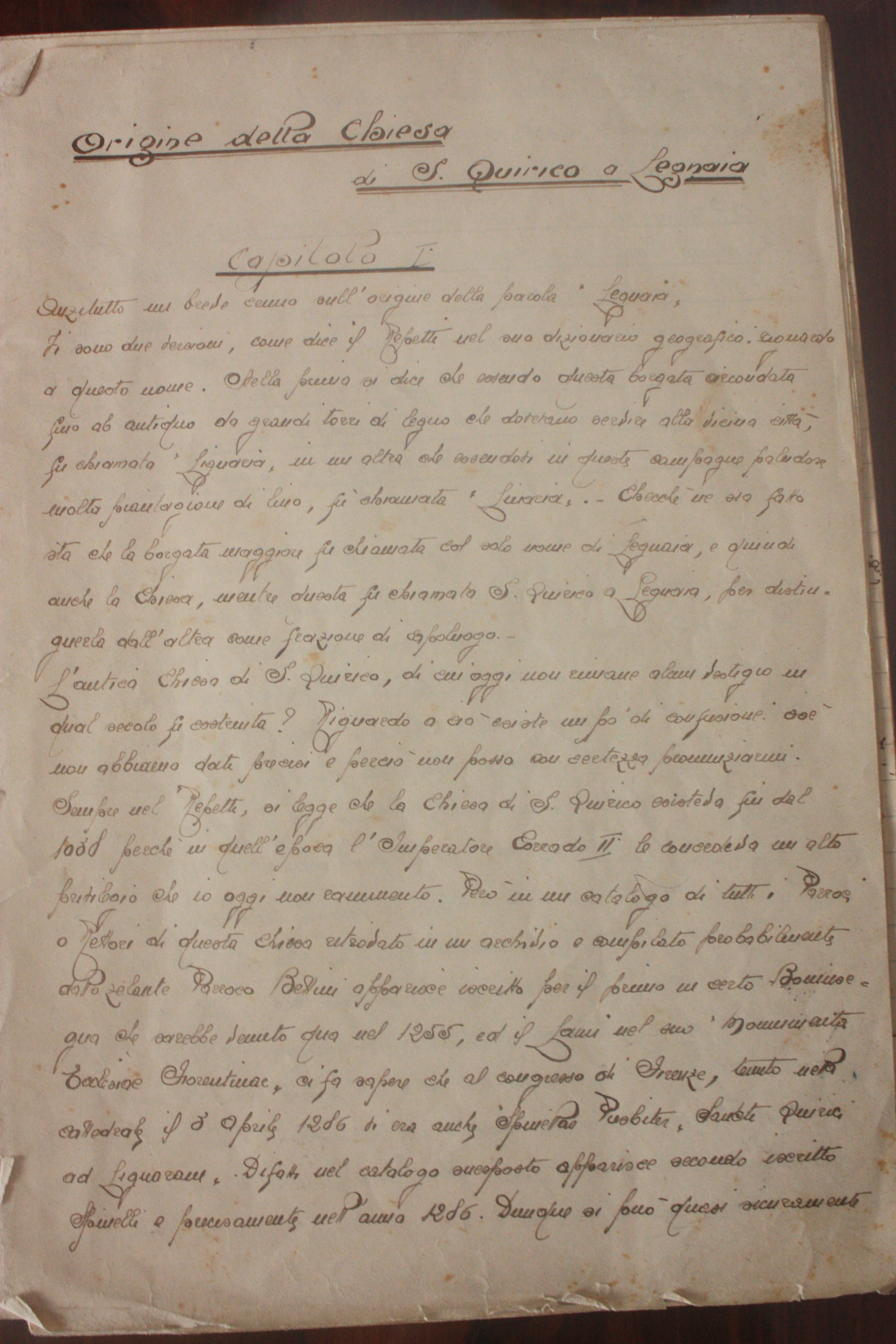
Prima pagina del manoscritto Origine della chiesa di San Quirico a Legnaia, opera di don Ugo Bandinelli

#### Il patronato dei Pucci e dei Frescobaldi
Dopo il termine del patronato dei Bostichi, il privilegio passò alla famiglia Pucci; sebbene questi ultimi abbiano quasi certamente assunto tale incarico al termine del XIV secolo, le prime notizie certe sulla loro attività in relazione alla chiesa di San Quirico risalgono al 1438. Il patronato dei Pucci durò circa un secolo, fino al 1526; in tale data il cardinale Lorenzo Pucci stipulò un contratto di permuta con la famiglia Frescobaldi per ottenere il controllo della chiesa di San Matteo a Granaiolo. Il motivo dello scambio tra le due parrocchie è da riscontrarsi nel fatto che la famiglia Pucci aveva numerosi possedimenti nell'area di Granaiolo, mentre viceversa i Frescobaldi ne possedevano altrettanti nell'area di San Quirico; poiché spesso i parroci avevano molta influenza sulle popolazioni riunite, entrambe le famiglie desideravano poterne nominare alcuni di loro fiducia.
Nel 1560 l'accordo tra i due casati era già stato sostanzialmente ultimato, tanto da essere presente nella chiesa in qualità di parroco Giramonte di Francesco Frescobaldi, tuttavia il contratto fu ratificato solo nel 1562 mediante il notaio Ser Piero da Pontassieve. I Frescobaldi detenevano comunque de facto il patronato a partire dalla rinuncia dei Pucci del 1526, e fu da loro mantenuto per tutti i secoli successivi, fino al termine dell'Ottocento. Il 29 settembre 1887 i Frescobaldi decisero di cessare il perseguimento dell'incarico sostanzialmente per due motivi; il primo era la mancata nomina di due sacerdoti desiderati dalla famiglia, dai cognomi Cocchi e Galeotti, a causa della preferenza della curia per il vicario Luigi Nucci. Il secondo motivo è invece da riscontrarsi nella scelta di non sostenere dei costosi lavori di rifacimento dell'edificio, che l'arcidiocesi riteneva necessari. L'atto di rinuncia fu stipulato il 17 agosto 1887 e ratificato dal notaio Ippolito Pestellini; per le divergenze avute con la curia, i Frescobaldi decisero tuttavia di declinare in favore del Regio governo italiano.

### Tra Otto e Novecento

#### La demolizione della chiesa antica

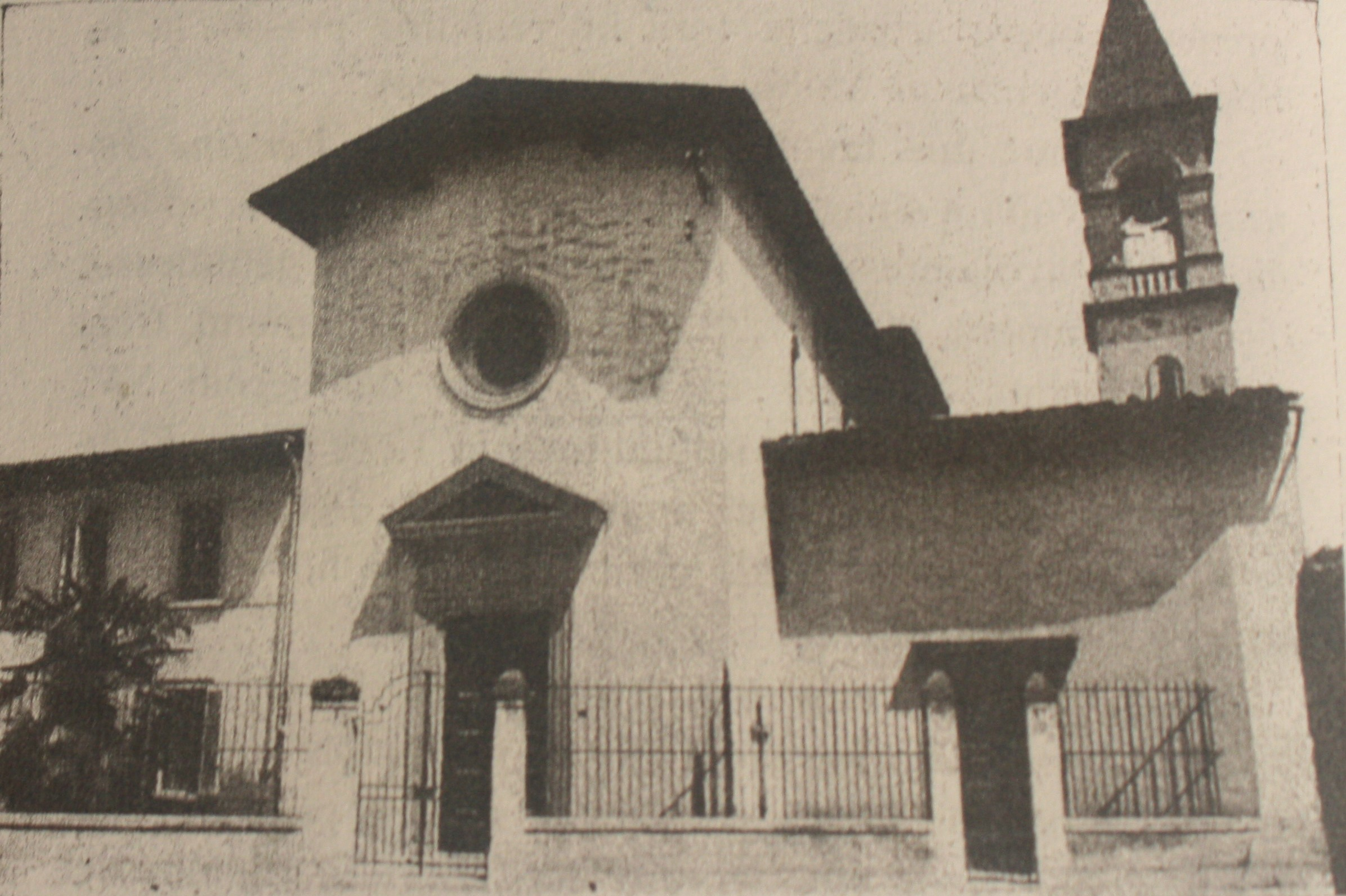
L'esterno della chiesa nel 1938

Intorno alla fine dell'Ottocento iniziò a maturare l'idea di una demolizione; le motivazioni che portarono a tale scelta furono molteplici, ma le principali furono migliorare la viabilità – poiché un lato dell'edificio sporgeva in via Pisana, strada che collegava Porta San Frediano a Pisa, rendendo difficoltoso il passaggio dei carri, dei barrocci e della linea tramviaria Firenze-Signa – e rispondere alle esigenze degli abitanti di Legnaia, che ritenevano la costruzione insufficiente in quanto a capienza. Il sindaco di Firenze iniziò le procedure riguardanti all'esproprio iniziarono nel 1893, e poco dopo fu richiesta dal comune all'ingegnere Formigli una perizia relativa ai costi di ricostruzione. Formigli depositò quest'ultima il 3 giugno 1893, preventivando una spesa complessiva di 13.847 lire e optando per un progetto in cui la chiesa antica veniva semplicemente riadattata e ristrutturata.
Sebbene il progetto fosse stato apprezzato sia dal comune che dall'economato, fu tuttavia presentato un'ulteriore progetto a opera dell'architetto Ezio Cerpi; quest'ultimo decise di utilizzare uno stile neorinascimentale e costruire – probabilmente anche sotto l'influenza di don Luigi Nucci – un edificio di dimensione maggiore rispetto a quello prospettato da Formigli. Il costo totale preventivato da Cerpi fu di 25.079 lire, e ottenne il favore del Comune di Firenze, tanto che il 4 novembre del 1898 la giunta deliberò e stanziò una rettifica per permettere un prestito di 24.000 lire, con lo scopo di rendere possibile tale intervento. Il contratto fu ufficialmente stipulato il 9 novembre 1899, e nell'asta che seguì per scegliere il costruttore il vincitore fu un certo Minchioni, il quale assicurò di terminare i lavori al costo di 18.737,86 lire, firmando il contratto il 28 dicembre dello stesso anno.

#### La ricostruzione

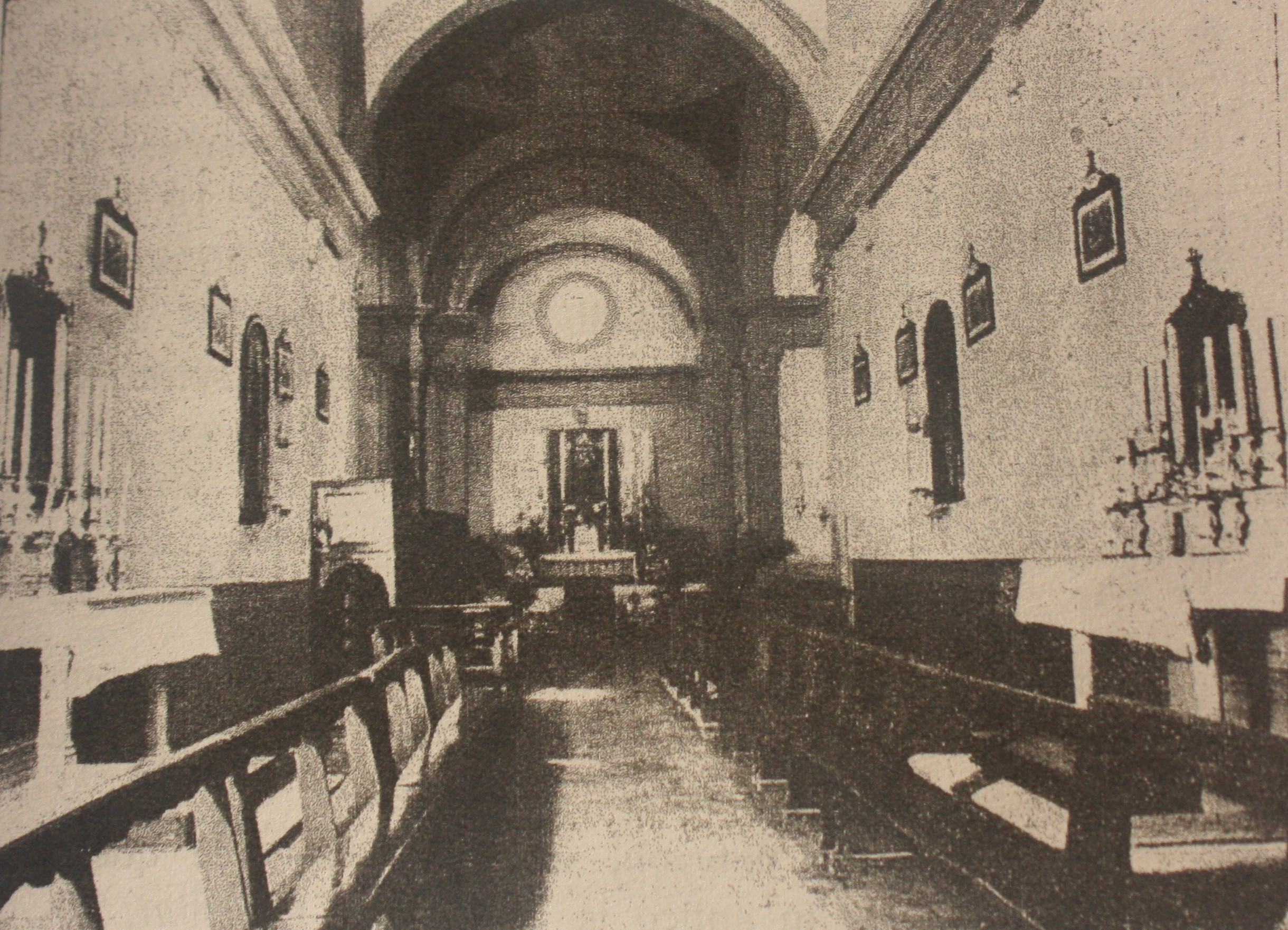
L'interno della chiesa nel 1938

Secondo la testimonianza di don Ugo Bandinelli la ricostruzione fu svolta in maniera estremamente disonesta, poiché «il maestro Minchioni, o meglio Furboni, si volle indennizzare del forte ribasso; ma almeno avesse lavorato coscienziosamente! Basti dire che fu rimesso tutto il vecchio materiale, e il peggiore; il buono, cioè il pietrame, prese il volo. […] E l'ingegnere? Faceva solo i disegni. E il vicario? Io non saprei, forse si rimetteva troppo all'ingegnere». I lavori iniziarono nei primi giorni del 1900 e finirono un anno dopo, nell'ottobre del 1901; tuttavia, in seguito ad alcune problematiche sorte durante i lavori Minchioni declinò la sua responsabilità, accollandola all'economato e allo stesso don Nucci. Al termine della ricostruzione mancavano comunque numerosi elementi essenziali all'edificio: l'altare maggiore, la controporta e il pulpito; l'organo, dopo essere stato smontato in occasione della demolizione, era invece «disperso in tutte le stanze di canonica».
In seguito all'ampliamento la chiesa fu dotata di sagrestia, direttamente collegata alla canonica, terminata nell'agosto del 1925 e con annesso giardino; fu inoltre aggiunto un locale dalla funzione polivalente, inizialmente usato come oratorio dalla Compagnia di San Quirico, che fu poi destinato a teatro. I costi tuttavia lievitarono: per la costruzione furono necessarie 32.752,16 lire, alle quali si aggiunsero i compensi richiesti dall'architetto Cerpi e dal costruttore Minchioni, rispettivamente di 3.102,58 lire e 8.752,16 lire. La cifra complessiva fu di 44.718,34 lire, e per far fronte ai costi crescenti la parrocchia fu costretta a vendere alcuni terreni di sua proprietà. Furono comunque necessari ulteriori lavori, che durarono fino al 1927: già dieci anni dopo la costruzione i tetti della chiesa e della canonica avevano infatti bisogno di essere riguardati, erano apparse numerose crepe, il pavimento in alcuni punti cedeva. Oltre a ciò, risultò necessario sostituire due grosse travi, mentre altre rimanevano in cattive condizioni.

### Dal Novecento a oggi

#### I bombardamenti e la realizzazione delCircolino

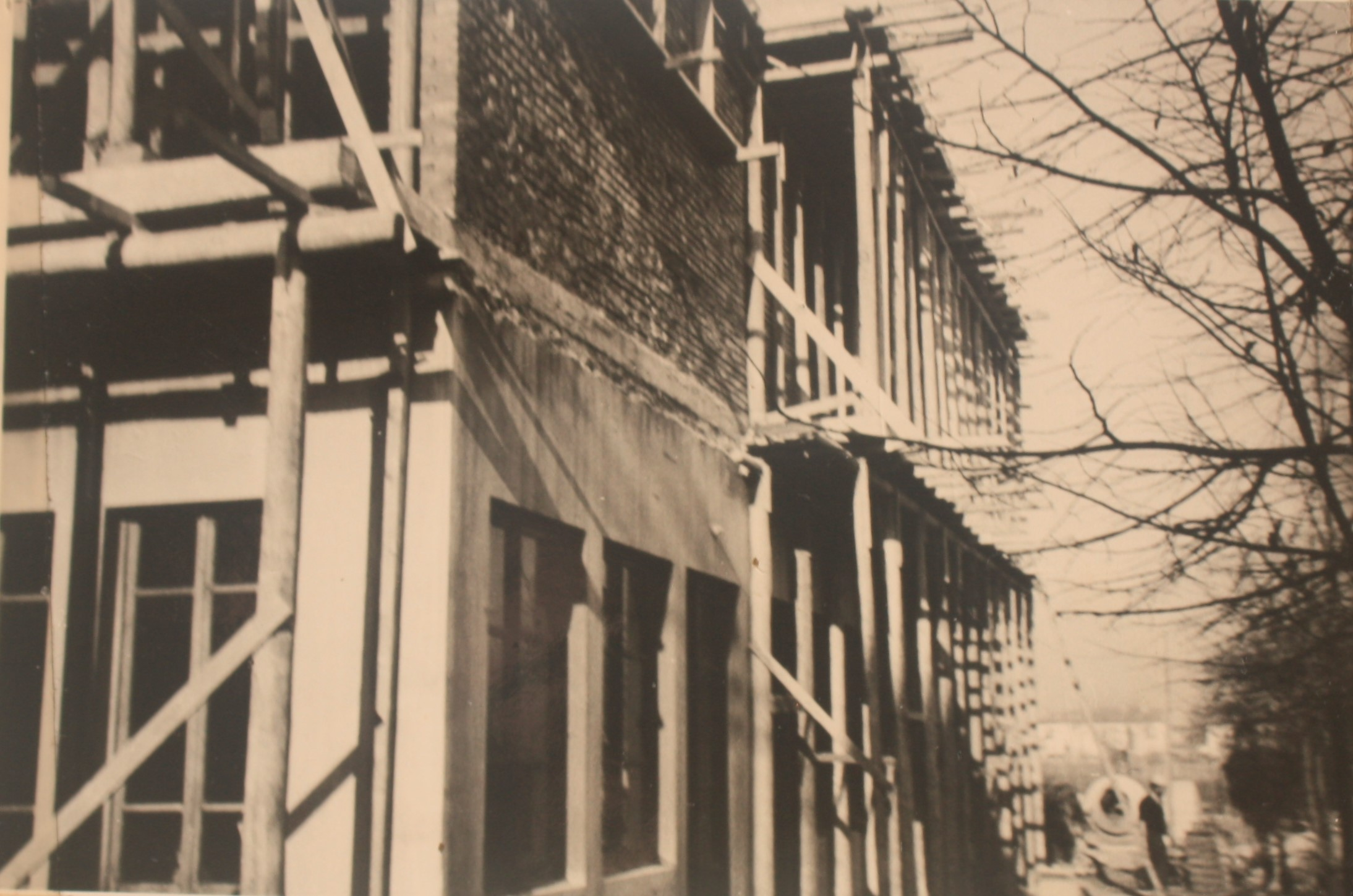
La costruzione del circolo parrocchiale Dario Del Bene (Circolino) in una foto del 1955

In seguito ai bombardamenti occorsi tra il 7 e l'8 agosto 1944 la chiesa e i territori circostanti ricevettero alcuni danni; un secondo bombardamento, avvenuto il 13 agosto del medesimo anno, colpì per errore l'edificio; ciò provocò il crollo del tetto del transetto destro e la distruzione di alcune vetrate. Le riparazioni, anche a causa della pressione esercitata da don Ugo Bandinelli, avvennero tuttavia tempestivamente e furono curate dal genio civile. A partire dal 1947 nacque l'idea di costruire accanto alla chiesa una zona da destinare ad "asilo parrocchiale"; i lavori riguardanti gli esterni furono terminati nel settembre 1950, mentre il mese successivo vennero conclusi quelli interni. L'inaugurazione avvenne il 22 ottobre 1950, e la spesa totale di 3.800.000 lire fu in parte coperta dal Governo (il quale destinò 1.000.000 di lire), dalla Santa Sede (300.000 lire) e dalle offerte di alcuni privati; i locali per l'asilo furono poi impiegati per il catechismo dei bambini.

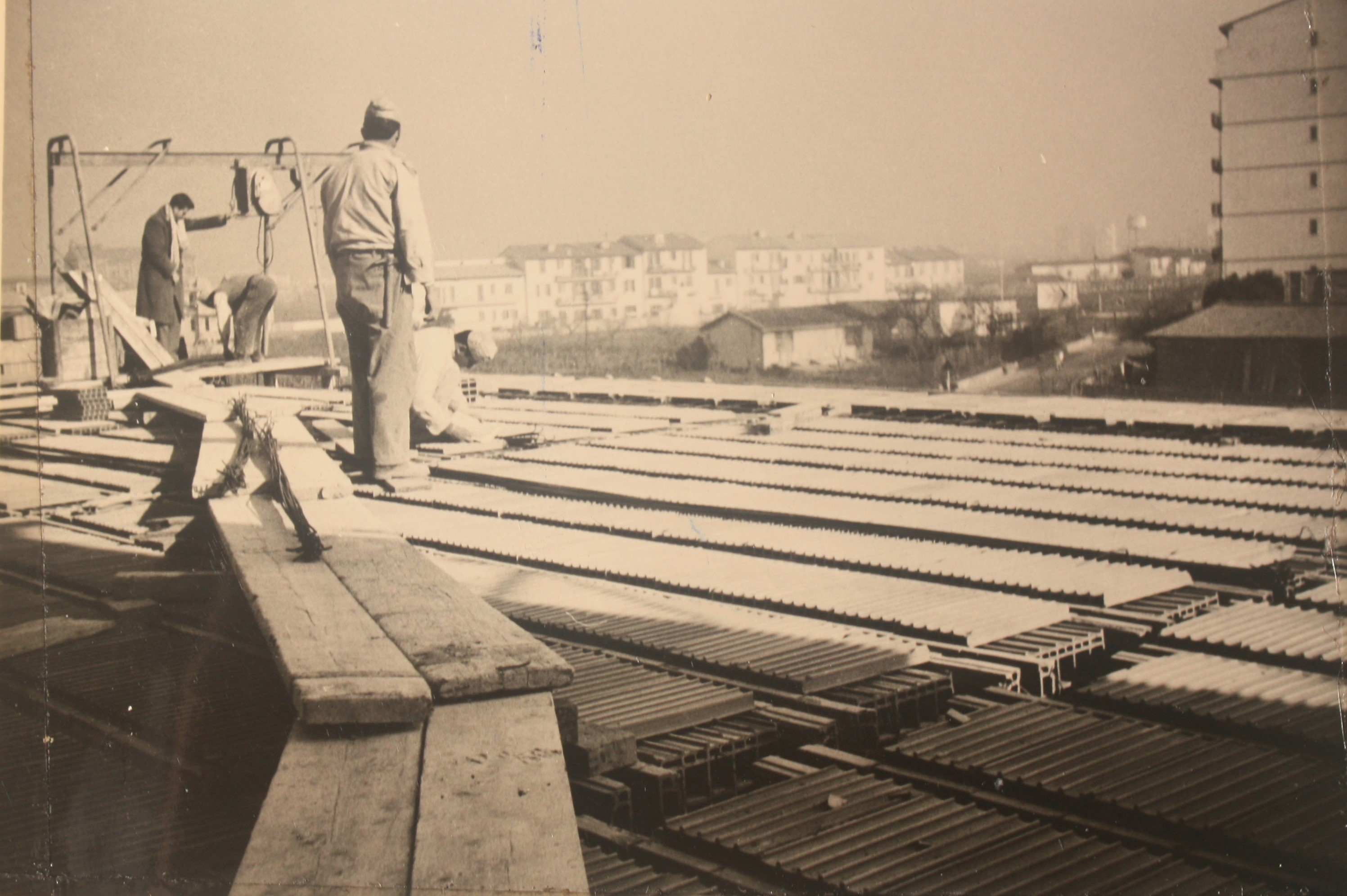
Operai al lavoro sul tetto del Circolino; in fondo, gli agglomerati delle case di via Lunga, strada che attraversa il rione San Quirico

Pochi anni dopo venne deciso di costruire anche un luogo di ritrovo per i ragazzi e per le associazioni cattoliche che frequentavano il luogo di culto; i lavori durarono dieci mesi e furono terminati nel 1959, mentre l'inaugurazione avvenne il 17 maggio dello stesso anno, per un costo di cinque milioni e mezzo di lire. Il piano terreno fu quindi destinato all'asilo, mentre al primo piano ebbe sede un circolo nato nel 1904 come Società di mutuo soccorso, con lo scopo di aiutare le famiglie in condizioni disagevoli. Nel 1965 tale società – informalmente definita Circolino – venne intitolata a Dario Del Bene, costruttore di edifici per le associazioni cattoliche che aveva partecipato sia alla vita della parrocchia, sia a quella della società di mutuo soccorso; il circolo ricreativo aderì all'Azione Cattolica e, successivamente, al Movimento Cristiano Lavoratori. A partire dal giugno 1972 tale struttura venne ulteriormente ampliata, con l'aggiunta di una sala parrocchiale dalla capienza di 106 posti; tale luogo, in occasione della messa domenicale, fu usato fino al termine degli anni novanta anche come cappella in cui celebrare la messa per i ragazzi. I lavori furono affidati all'impresa edile Romano Scarpettini, la quale aveva già precedentemente eseguito numerosi incarichi per la parrocchia, mentre l'impianto elettrico e idraulico fu invece curato gratuitamente da Renzo Ferroni, Mario Spadini e Roberto Burchi; la spesa complessiva, senza considerare la manodopera volontaria, fu di circa sette milioni di lire.

#### I lavori di preservazione e restauro
Tra il 1993 e il 1994 sia l'interno che l'esterno della chiesa vennero interessati da profondi lavori di rinnovamento e restauro, finanziati con il contributo dei fedeli e della curia arcivescovile; ulteriori lavori per la preservazione e valorizzazione della struttura furono eseguiti nel corso del 2012. Nel 2015 e nel 2016 avvenne il restauro del Martirio di san Quirico e dell'Incoronazione della Vergine, due dipinti appartenenti alla parrocchia.

## Descrizione della chiesa antica

### Esterno

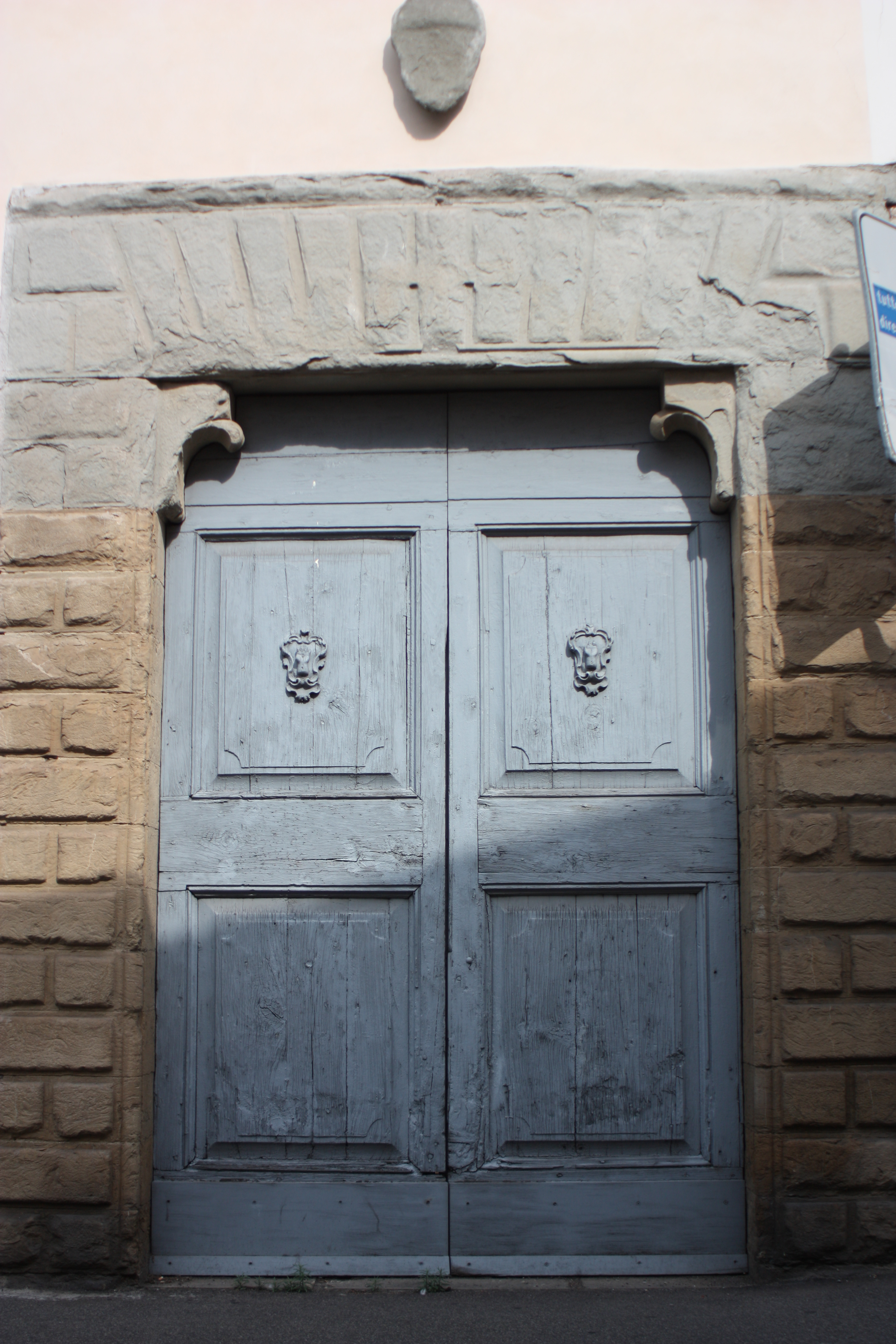
L'antico ingresso della chiesa, situato in via di San Quirico

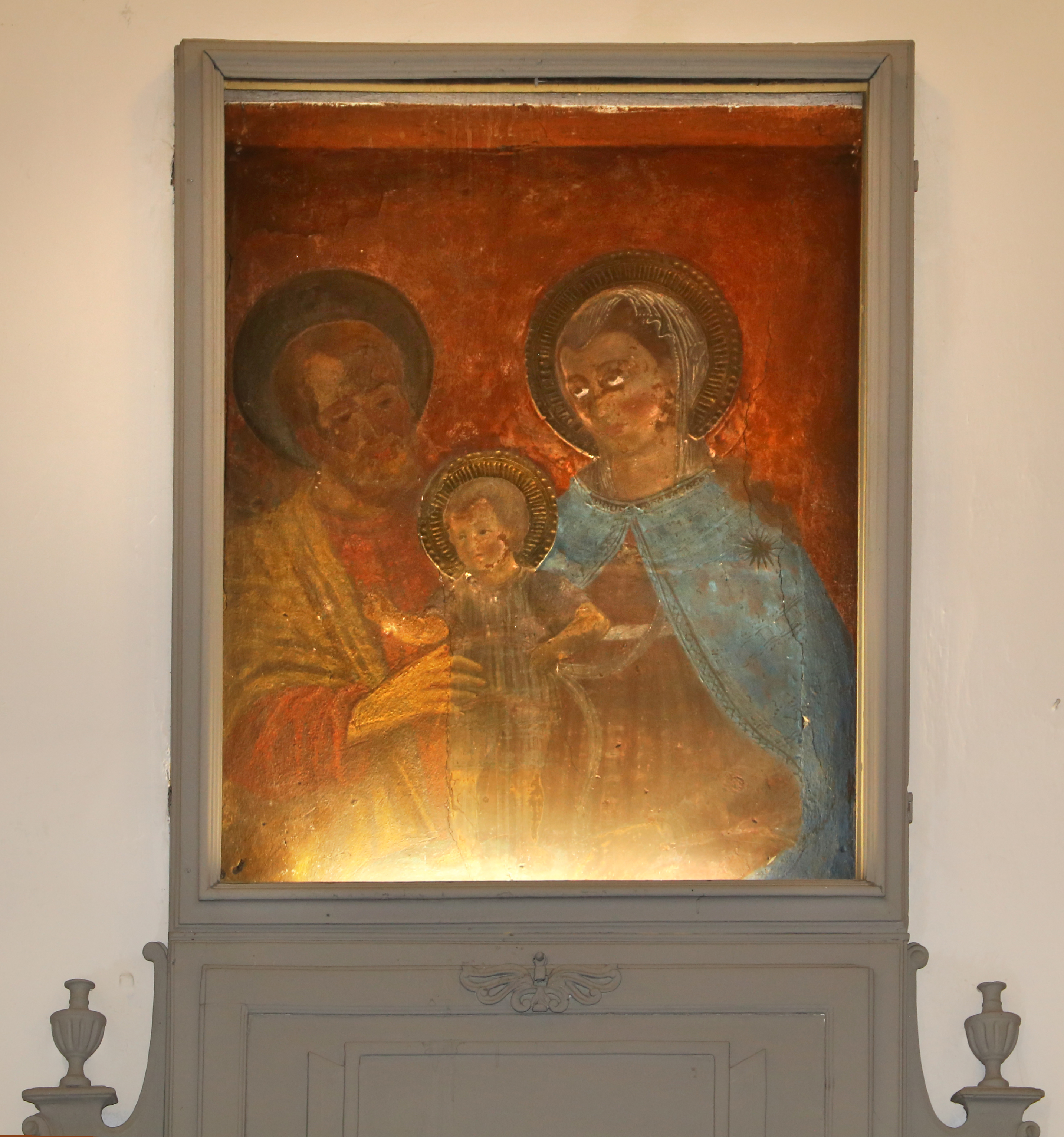
Madonna del Soccorso, affresco già presente nella chiesa antica

Riguardo al luogo in cui si trovava l'edificio, nel 1861 lo storico veneziano Giuseppe Cappelletti scrisse che la costruzione è «posta in amena pianura, nel suburbio occidentale di Firenze, cinta da colli deliziosi», sottolineando lo stretto legame di San Quirico con la vicina chiesa dedicata a Sant'Angelo. La facciata della chiesa antica, sebbene essa sia stata demolita, si è in parte conservata; è infatti ancora presente al numero 55 di Via di San Quirico una delle due entrate, risalente al Quattrocento, della quale si possono osservare sia la struttura muraria che il portone. L'architrave, realizzata in pietra serena e in parte danneggiata, è sostenuta da due pilastri realizzati in pietraforte, i quali terminano accennando un capitello con motivi vegetali. L'architrave è sormontato da una pietra serena che anticamente recava uno stemma, ormai danneggiato e non più visibile; sopra lo stemma è a sua volta presente – racchiuso in una pietra dalla forma ovale – il Giglio di Firenze, simbolo del comune.
Il portone separa la strada da una piccola corte, che anticamente era utilizzata come atrio e in cui si affacciano alcune abitazioni private, oltre che un locale della parrocchia stessa. Tale ingresso era secondario e prevalentemente usato dalle donne, mentre gli uomini utilizzavano una piccola porta, che univa la chiesa al cimitero posto dietro a essa; l'accesso principale al sacrario e al luogo di culto era perciò posto in via Pisana. Sempre in quest'ultima via era presente l'accesso al locale nel quale si riuniva la Compagnia di San Quirico, posto perpendicolarmente rispetto alla chiesa.

### Interno

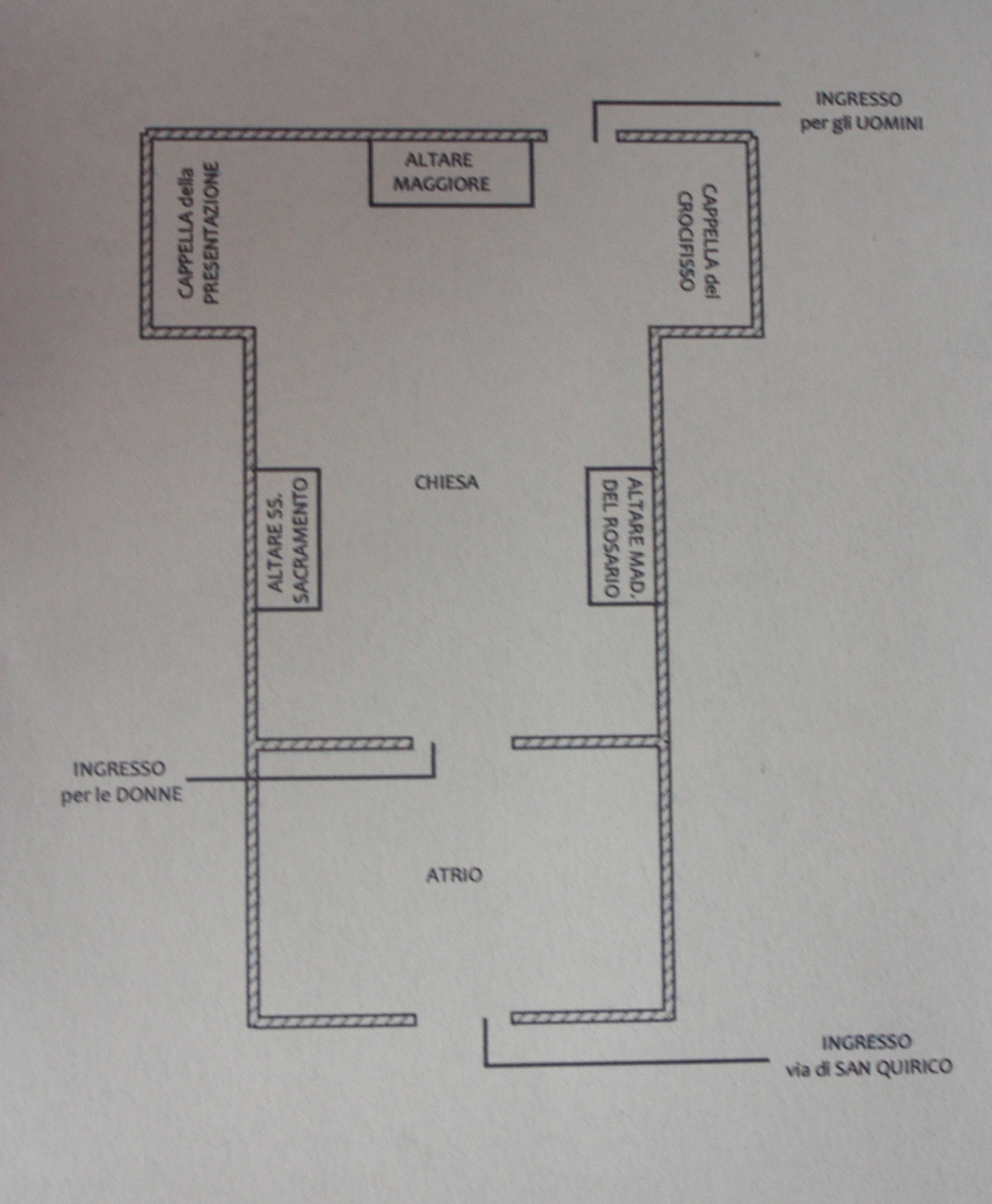
Pianta della chiesa antica di San Quirico a Legnaia, al momento della sua demolizione

Nel 1875 lo storico fiorentino Guido Carocci scrisse, all'interno della sua opera I contorni di Firenze, che «questa chiesa conserva in gran parte la sua forma primitiva, ma non contiene nessun'opera d'arte degna di special menzione»; nel 1907 ne I dintorni di Firenze: Sulla riva sinistra dell'Arno aggiunse che essa era stata «trasformata più volte da radicali restauri», giudicandola «angusta, inelegante e umida». Nel 1939, l'editore fiorentino Luigi Gravina confermò solo in parte tali informazioni, affermando che «la prima chiesa, piccola, umida, ma ricca d'opere d'arte, fu più volte trasformata e restaurata». Sebbene non sia rimasta alcuna testimonianza fotografica che ci possa documentare lo stato interno dell'edificio, è giunta una dettagliata descrizione a opera di Ugo Bandinelli; quest'ultimo aggiunse che «la chiesa viene oggi raffigurata parzialmente in un modesto schizzo, gentilmente disegnato da un buon giovane del popolo, certo Calonaci Carlo». Nella propria monografia, Bandinelli si propose di inserire tale disegno al termine dell'opera, cosa tuttavia non accaduta.
La costruzione era di stile romanico e a una sola navata; da una testimonianza quattrocentesca sappiamo anche che «et più fecie la Copagnia l'Altare di pietra et tabernacolo con due Agnoli; et tabernacolo chostò danari assai, et più se fatti due Chappelle appresso all'altare Maggiore, una dalla mana destra, et una dalla mana sinistra. Chostarono danari assai». Al termine della navata, di fronte alla porta dalla quale accedevano le donne, era quindi presente l'altare su cui si trovava il tabernacolo; quest'ultimo – di cui l'autore è rimasto ignoto – era un'opera quattrocentesca ornata lateralmente da due angeli, che ebbe per la Compagnia un costo non indifferente. Anche le due cappelle, poste l'una a destra e l'altra a sinistra dell'altare, richiesero un notevole impegno economico: quella a sinistra conteneva un'immagine della Presentazione della Beata Vergine Maria, l'altra una tavola riguardante il Crocifisso, circondato dalle figure di san Francesco d'Assisi, san Lorenzo, sant'Antonio Abate e sant'Antonio da Padova.
Tra il Trecento e il Quattrocento gli altari erano quindi solo tre; il parroco Michelangelo Conti scrisse però che nel 1740 gli altari erano cinque. I due nuovi altari furono costruiti presso le pareti della navata: osservando dall'altare maggiore, a destra e poco distante dalla cappella si trovava un altare dedicato al Santissimo Sacramento, sul quale venne poi spostato il tabernacolo quattrocentesco. L'altro altare era posto sul lato sinistro in maniera simmetrica e dedicato alla statua della Madonna del Rosario; essendo oggetto di venerazione da parte dei fedeli, la statua era ben vestita, adornata da anelli e collane, circondata da una grande e bianca cornice traforata. In particolare, all'interno dei quindici fori erano dipinti i quindici avvenimenti contemplati nei Misteri. A sinistra dell'altare maggiore, vicino alla cappella della Presentazione, era presente un ulteriore piccolo altare, dedicato all'affresco della Madonna del Soccorso.
L'altare maggiore era stato costruito in legno, dipinto però in modo da dare l'illusione di essere stato fatto in marmo. Era posto di fronte all'ingresso riservato alle donne, a eguale distanza dalle pareti della navata, e rialzato dal pavimento mediante una scalinata. Infine, esso era caratterizzato da un piccolo frontespizio e da alcune colonne scanalate, le quali racchiudevano una tela raffigurante l'Incoronazione della Madonna. A destra dell'altare maggiore si trovava una piccola porta, la quale era l'ingresso principale e prevalentemente usato dagli uomini; sopra quest'ultimo si trovava la cantoria, sorretta da due colonne, nella quale era posto l'organo. Lo storico ottocentesco Luigi Fantoni scrisse inoltre che sotto l'altare maggiore, racchiuso in una cassa, era presente il corpo di un non meglio precisato San Feliciano, il quale veniva mostrato ai fedeli in occasione della Pasqua.

## Descrizione della chiesa moderna

### Esterno

#### Facciata

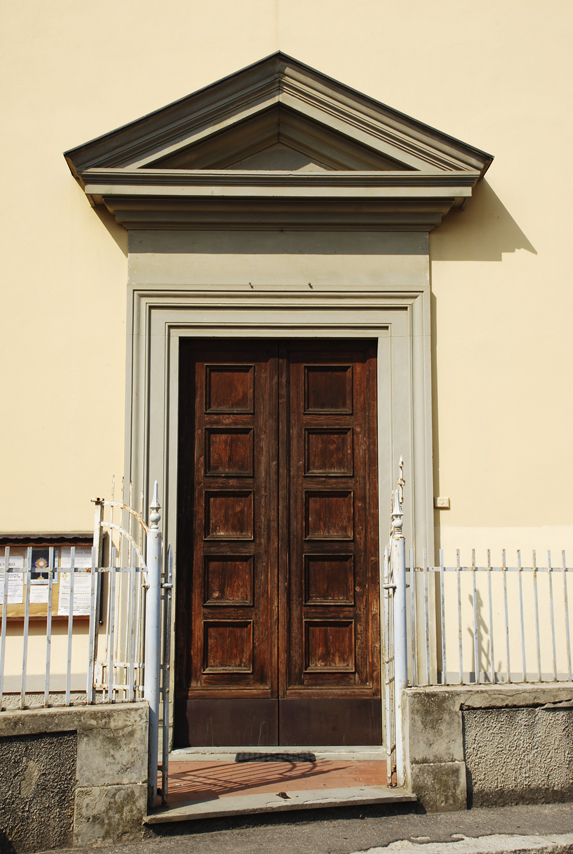
Particolare del portone della chiesa, sormontato da un frontone triangolare

La facciata della chiesa moderna si caratterizza per essere posta in diretta continuità con quella della canonica; entrambe le facciate sono state realizzate mediante intonaco, dal colore giallo camoscio. Il portone, unico accesso al luogo di culto e caratterizzato dall'influsso neocinquecentesco, è composto da due pilastri e un architrave lievemente scanalati, sormontati da un frontone triangolare. Il materiale usato per la realizzazione di questi ultimi elementi è la pietra serena; secondo l'architetto Ezio Cerpi doveva essere infatti presente una forte contrapposizione tra il colore caldo dell'intonaco e quello freddo della pietra serena. Quest'ultimo materiale è usato anche per delineare il rosone, posto poco sopra il frontone. L'edificio ha un tetto a capanna e in aggetto, ossia un tetto che presenta solo due spioventi, tale da far mantenere – nelle intenzioni del Cerpi – la semplicità che caratterizzava la facciata della costruzione antica.

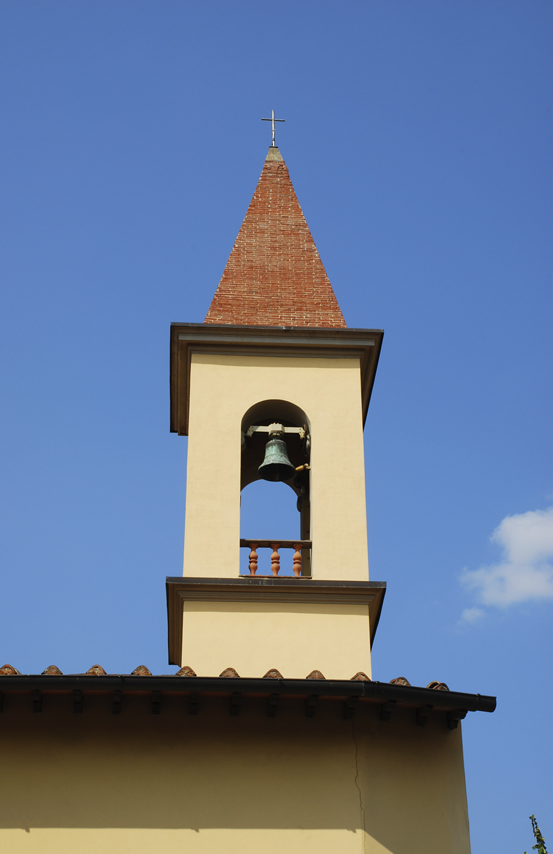
Il campanile della chiesa

A destra del portone principale, separato dal medesimo cancello, è presente una porta di grandezza minore, anch'essa realizzata mediante l'uso della pietra serena e caratterizzata dall'assenza del frontone; essa era inizialmente l'ingresso al locale polivalente, tuttavia cadde in disuso con la decisione di destinare tale spazio a teatro: furono infatti realizzati a est due nuovi ingressi per il locale, rendendo tale accesso superfluo. A sinistra della chiesa è posta la facciata della canonica, la quale presenta una costruzione lineare: sono infatti presenti al primo piano – impiegato come abitazione per i sacerdoti – tre finestre, similmente al piano terreno – sede degli uffici amministrativi – dove la finestra centrale è sostituita da una porta.
L'area dinnanzi al portone è stata delimitata da un cancello bianco e pavimentata con mattoni rossi, ricavando al suo interno due aiuole; al centro di ogni aiuola è stato posto un albero di palma. Dopo i lavori di ammodernamento e ampliamento della sede stradale di via Pisana, avvenuti nel 1898 con l'abbattimento dell'edificio antico, il comune propose alla Curia l'acquisto di tale area, ritenendola di utilità alcuna per le funzioni religiose. Il cortile venne venduto alla cifra irrisoria di quaranta lire, tuttavia dopo l'acquisto il comune rifiutò sia di lastricarlo che di rivenderlo, portando a una rapida situazione di degrado. Dopo l'intervento dell'Ufficio di igiene fu ottenuto il permesso di recintare l'area con un cancello, mentre il comune stipulò un contratto nel quale la chiesa, oltre a provvedere al mantenimento del luogo, avrebbe dovuto pagare due lire ogni anno per il comodato; in seguito esso fu comunque nuovamente acquistato dalla parrocchia.

#### Campanile
Il campanile, che ha il medesimo rivestimento della facciata, è sormontato da una copertura a forma piramidale di mattoni rossi e da una piccola croce in ferro. Nella parte alta del campanile sono state create quattro monofore, una per lato, tuttavia sono presenti solo tre campane; esse vennero fuse dalla fonderia Moreni di Firenze tra il 1898 e il 1900, in scala musicale Sol3 calante, e progettate per un sistema di funzionamento a slancio. All'interno del campanile è presente esclusivamente una scala a pioli, la quale congiunge l'area superiore a quella inferiore, in cui per motivi di praticità è stato ricavato il botteghino del teatro.
Il 12 ottobre 1924 avvenne la caduta di una delle tre campane, nella quale rimasero lievemente ferite due persone. Nel 1967 fu commissionata alla ditta Scarselli di Signa la realizzazione di un impianto elettrico per il movimento automatico delle campane; i lavori, il cui costo fu di 9.300.000 lire, evitarono l'avvenire di un ulteriore incidente, poiché venne scoperto che lo stato di stabilità delle campane si trovava in condizioni estremamente precarie.

### Interno

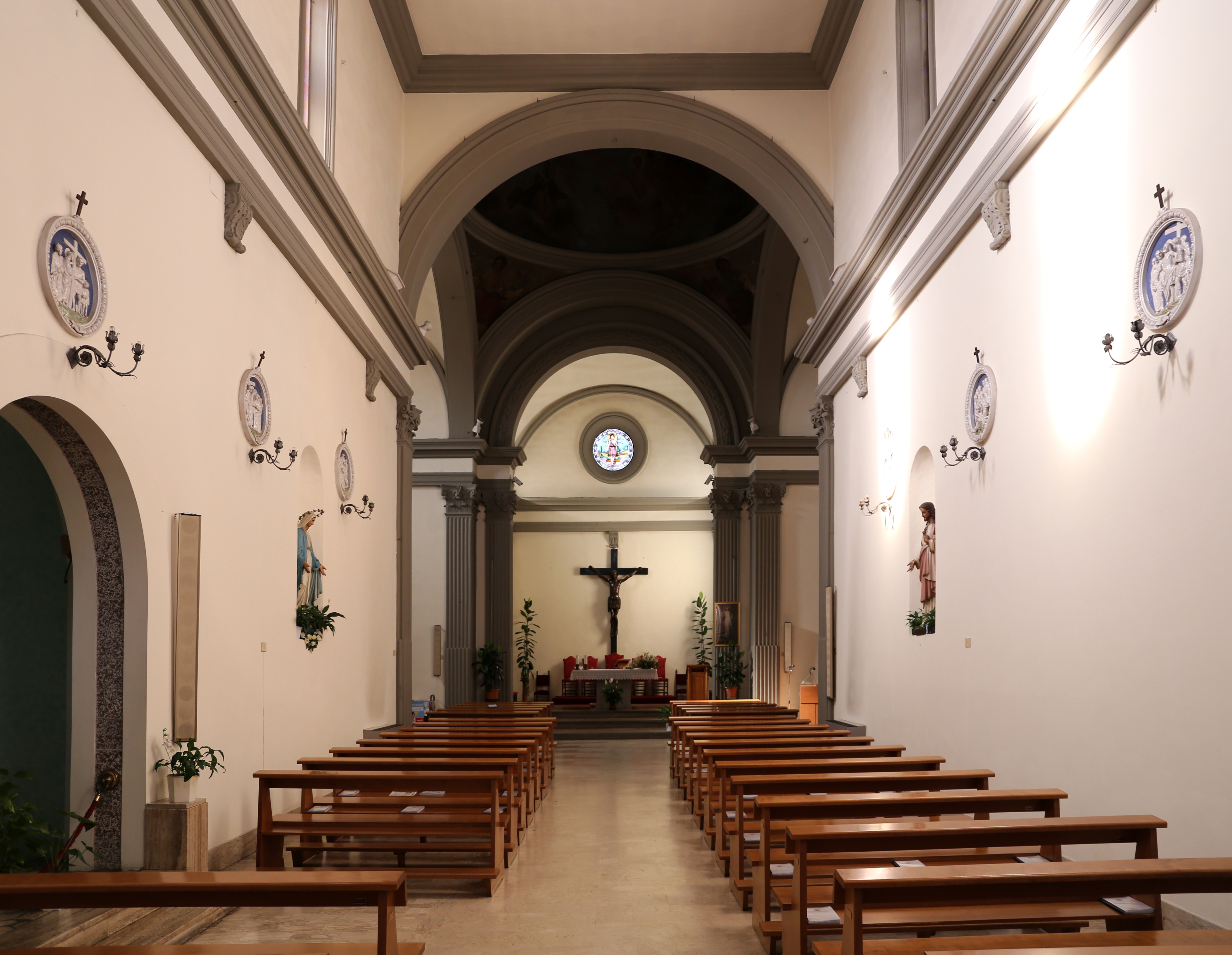
L'interno della chiesa, visto dalla navata

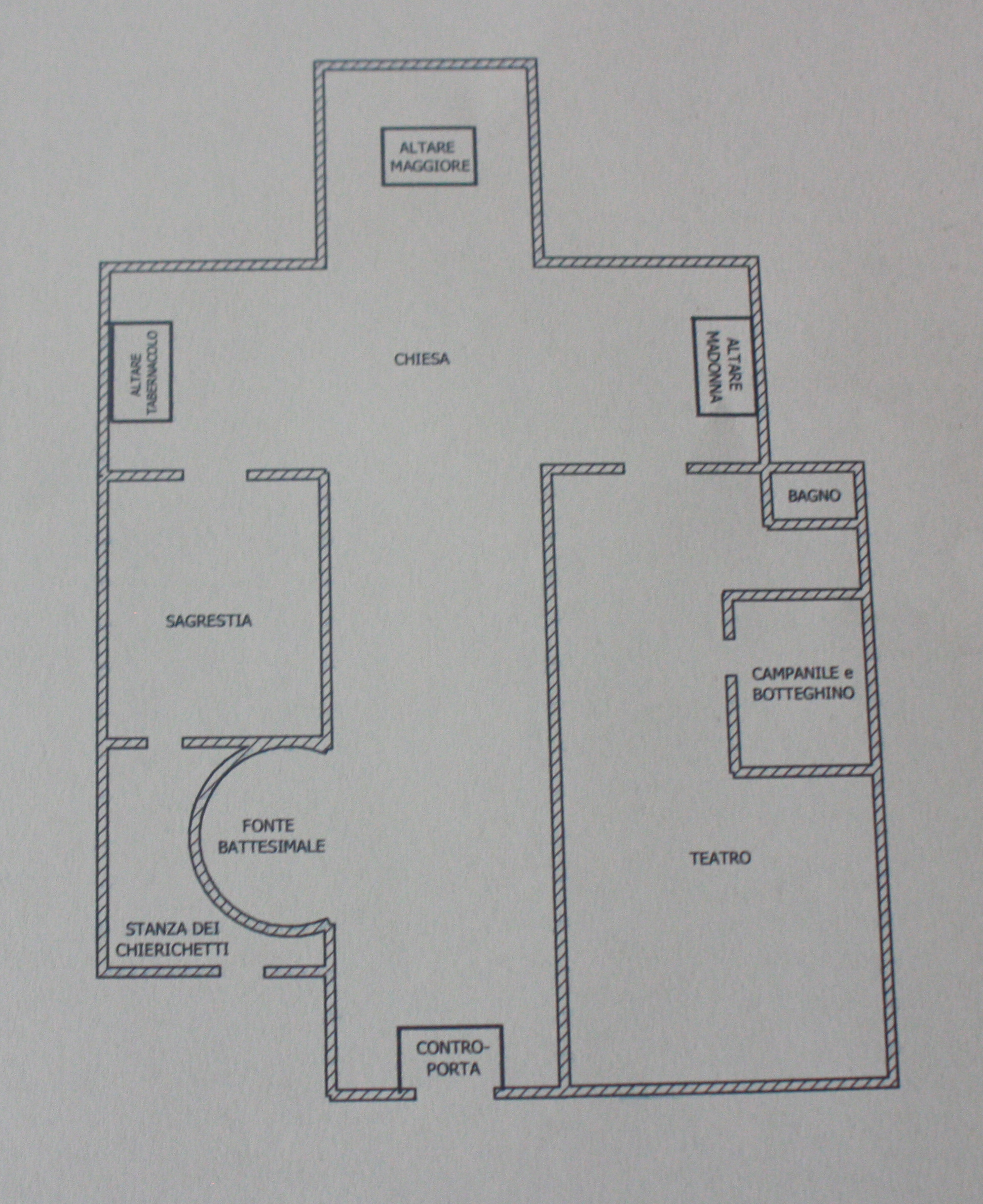
Pianta della chiesa moderna di San Quirico a Legnaia

La chiesa moderna ha la forma di una croce latina e misura nella navata una lunghezza di 18,60 metri e una larghezza di 6,70 metri. Il centro della croce misura 6,70 metri sia in lunghezza che in larghezza, così come i transetti destro e sinistro e il presbiterio; il disegno risulta quindi «quadro e regolarissimo». La lunghezza totale, considerando navata, centro e presbiterio, è di circa 32 metri; la larghezza massima, risultante dalla somma del centro e dei transetti, è invece di 20,10 metri. L'area totale dell'edificio è di circa 250 metri quadrati. I colori predominanti sono il grigio del doppio cornicione marcapiano – il quale delinea l'intero perimetro interno – contrapposto al bianco dell'intonaco, usato per le pareti e per il soffitto; quest'ultimo colore è ripreso anche del pavimento, realizzato sia nella navata che nei transetti mediante marmo bianco.
Sono presenti sedici finestre: le sei monofore sono poste nella navata – tre a destra e tre a sinistra – sopra il doppio cornicione marcapiano. I nove rosoni sono invece posti nella medesima posizione sulle pareti del transetto e del presbiterio, oltre che sopra la cantoria. Tra le vetrate spicca quella dedicata a San Quirico, posta sulla parete centrale del presbiterio; essa è un dono risalente al 1944 di Galileo Campolmi, proprietario di un'omonima ditta di concimi chimici posta nelle vicinanze. Nel 1954 le restanti vetrate furono sostituite poiché mandavano troppa luce durante il periodo estivo; i soggetti e la messa in opera furono curati dalla ditta Rodolfo Fanfani, mentre la spesa totale di 250.000 lire fu affrontata in parte grazie alle donazioni di alcune famiglie, i cui nomi sono stati posti sulle vetrate.
Per il 16 giugno – ricorrenza dei martiri Quirico e Giulitta – e per la festa di Tutti i santi, viene posta in chiesa per l'adorazione una piccola pisside a tempietto risalente al Quattrocento e contenente la mano del piccolo san Quirico, in qualità di reliquia. La parrocchia possiede inoltre uno stendardo processionale risalente al 1904, ritraente anch'esso l'immagine di san Quirico.

#### Navata

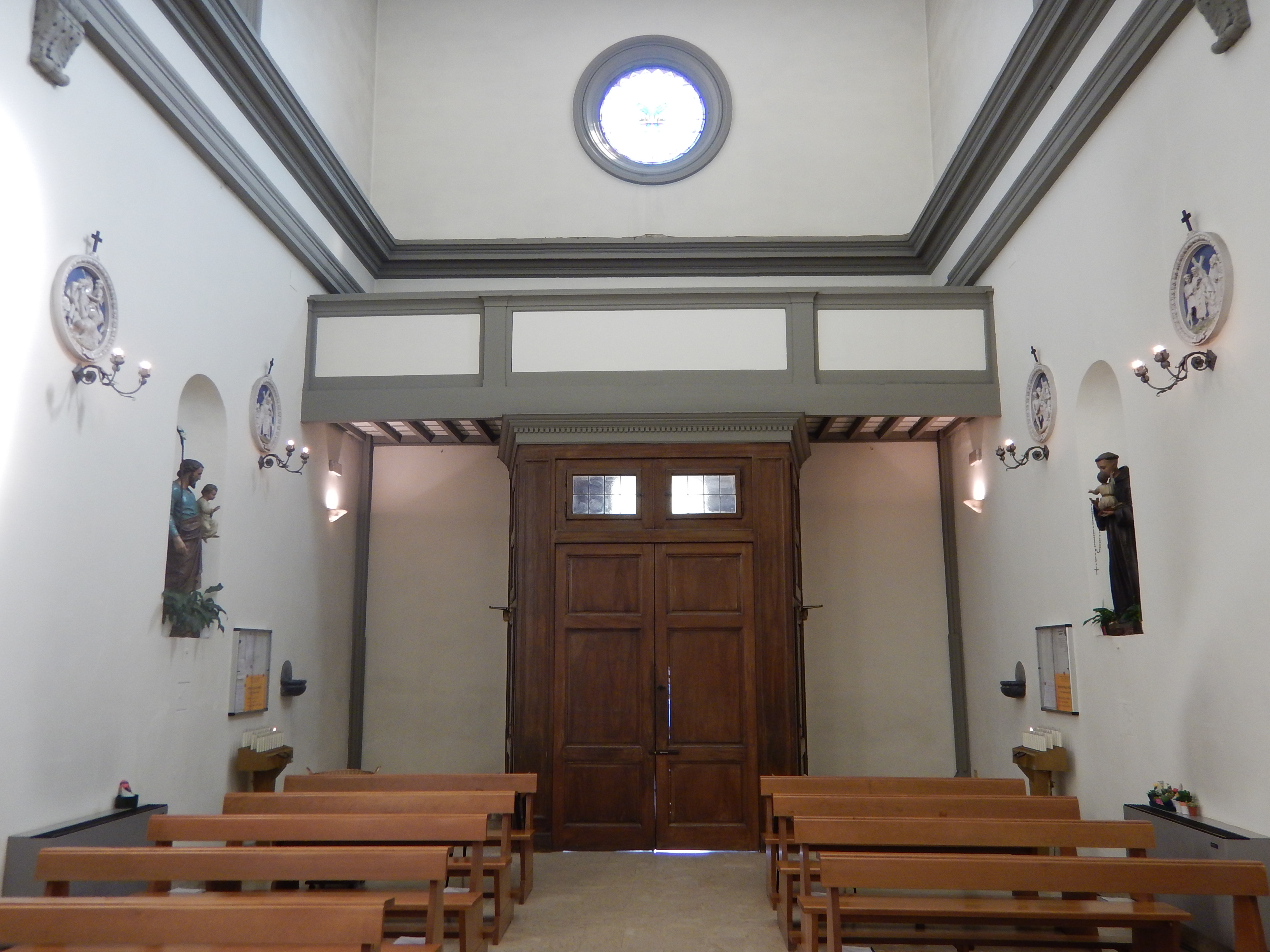
Controporta e cantoria della chiesa

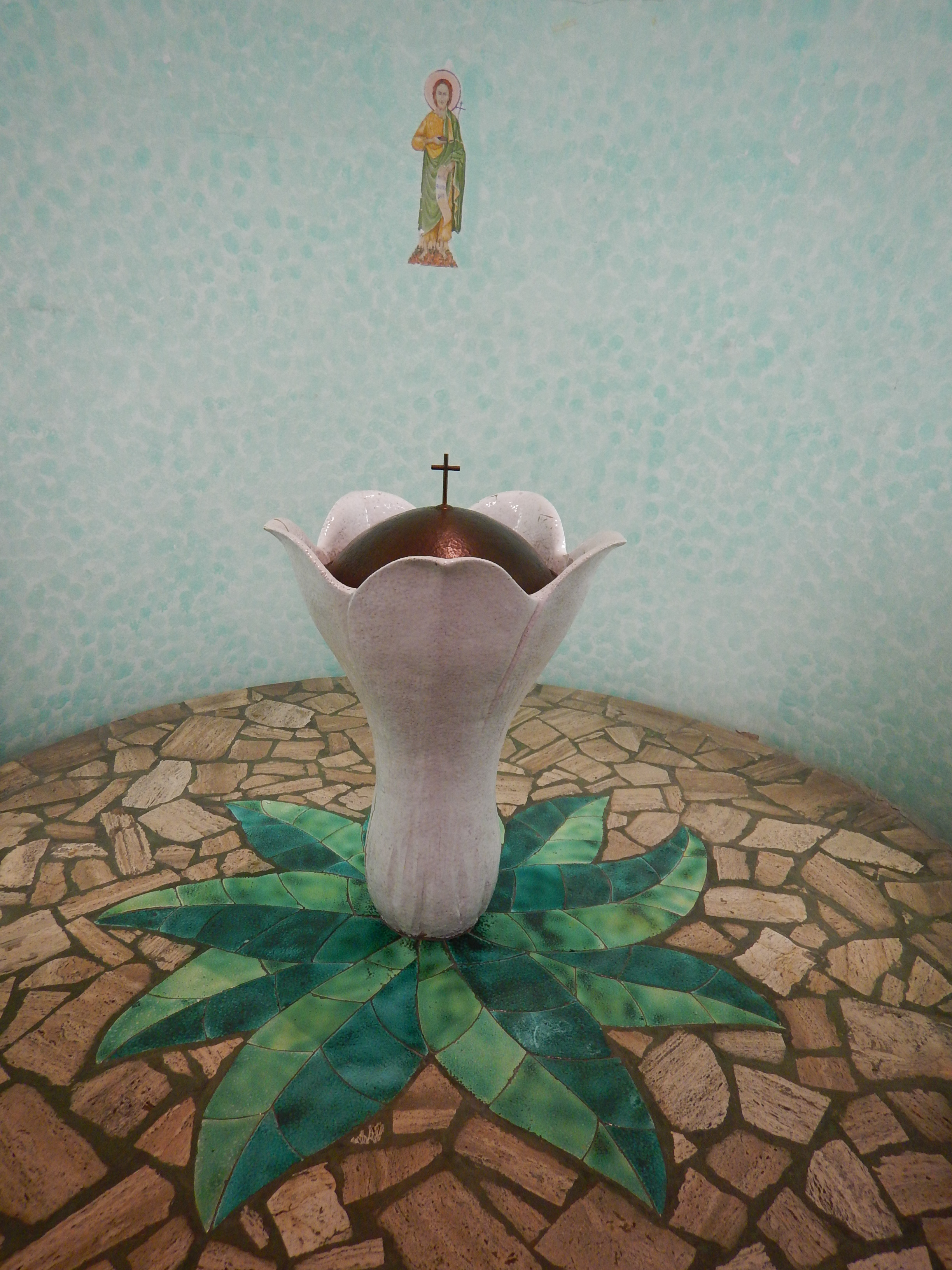
Il fonte battesimale della chiesa; sullo sfondo, un'immagine di san Giovanni Battista

Dinnanzi all'ingresso della chiesa è stata costruita nel 1901 una piccola controporta in legno, non prevista nel progetto originario; la controporta fu situata sotto la cantoria, nella quale avrebbe dovuto essere situato l'organo. In seguito ad alcuni problemi di acustica, l'organo fu tuttavia spostato nel transetto destro, mentre l'ingresso alla cantoria – precedentemente possibile mediante una scalinata che la raggiungeva dal piano terreno – venne murato. La cantoria, che oggi rimane accessibile solo dalla parte della canonica destinata ai sacerdoti, è così usata come area per il deposito dei materiali e – intorno alla metà del Novecento – per la coltivazione delle piante. All'interno dell'edificio, nei pressi della controporta, sono inoltre presenti due acquasantiere in marmo; esse riportano la scritta Virtus ex alto. Sulle pareti della navata e dei due transetti è stata posta una via crucis moderna a medaglioni, in terracotta invetriata in stile robbiano; esse furono donate nel 1947 da Emma Franceschini, in memoria di Livio Franceschini. La via crucis fu realizzata dalla fabbrica di maioliche Ugo Zaccagnini, per una spesa complessiva di 55.000 lire; la benedizione della medesima opera avvenne la sera del 25 luglio 1947, data nella quale fu appunto celebrata una via crucis.
La navata della chiesa è caratterizzata da quattro nicchie, due realizzate nella parete destra e due nella parete sinistra, contenenti statue novecentesche che non hanno tuttavia una particolare rilevanza artistica. La prima a destra rappresenta san Giuseppe che tiene in braccio il Bambin Gesù, mentre la seconda Gesù che mostra il suo Sacro Cuore; parallelamente, sono mostrati a sinistra una statua di Sant'Antonio da Padova e una di Maria che schiaccia il serpente. Dal 1935 al 1955 furono presenti, posti tra le due nicchie, degli altari a muro, uno dedicato al Sacro Cuore di Gesù e l'altro alla Madonna di Pompei; la demolizione avvenne anche a causa del parere espresso dal cardinale Elia Dalla Costa, per il quale essi rompevano l'armonia della navata. Poiché quest'ultimo, in occasione delle proprie visite pastorali, aveva inoltre sottolineato la necessità di costruire un fonte battesimale, fu deciso di edificarne uno al posto dell'altare di sinistra.

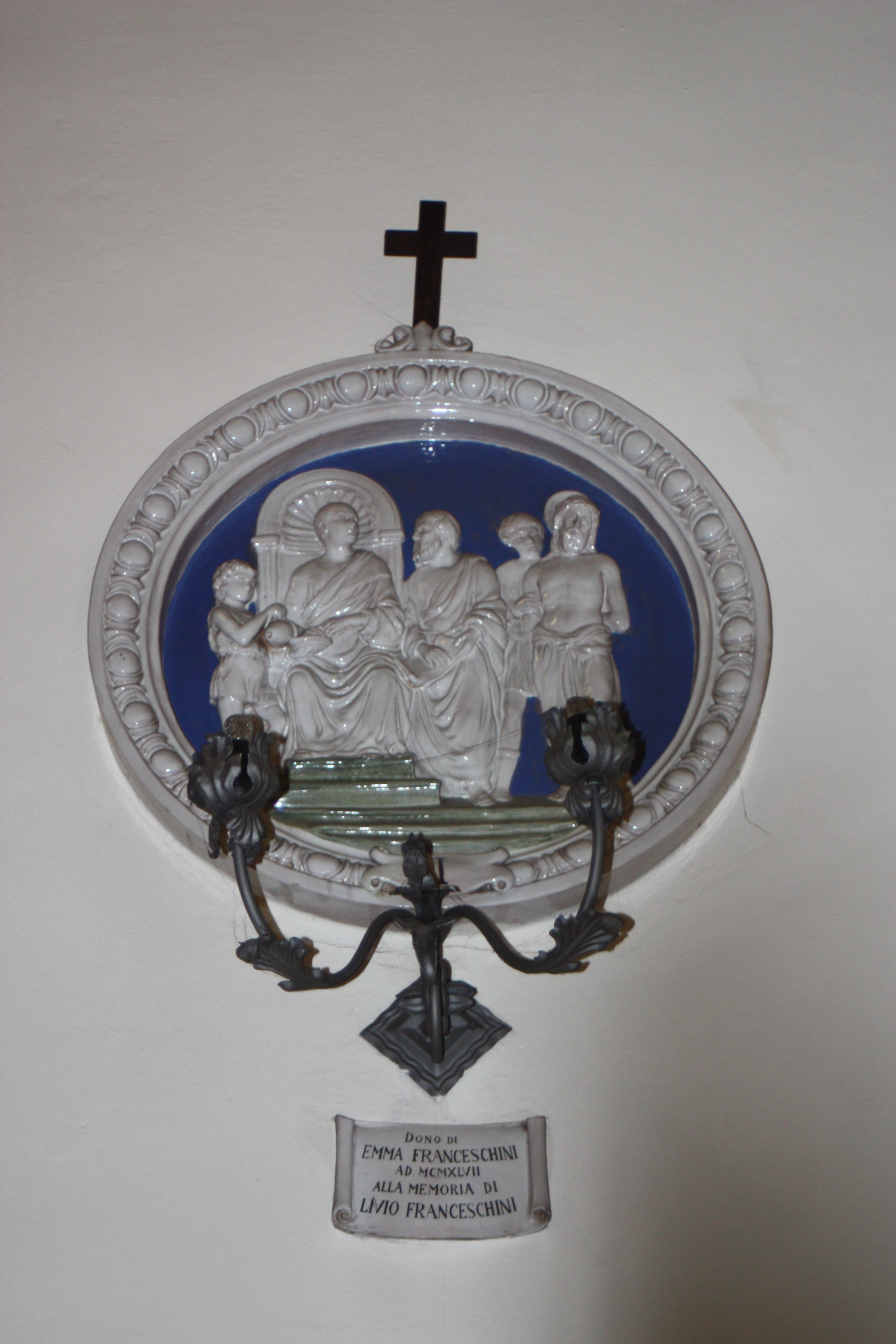
La prima formella della via crucis in terracotta invetriata, stile robbiano

L'area del fonte battesimale fu rialzata dal pavimento della navata mediante due gradini e delineata da un arco a tutto sesto; essa ha una forma semicircolare, con l'intera parete colorata di turchese. Al centro del muro è stata raffigurata una piccola immagine di san Giovanni Battista, il quale tiene in mano una croce e un cartiglio con scritto Ecce Agnus Dei. Il pavimento è stato realizzato in pietra dal colore marrone, per simboleggiare la terra; tuttavia, nei pressi del fonte battesimale, esso è stato realizzato con ceramica verde, in modo da ottenere la forma di alcune foglie. Il fonte battesimale è posto al centro sia dell'area semicircolare, sia di quella caratterizzata dal colore verde e ha la forma di un giglio, accentuata anche dalla scelta di impiegare per la sua costruzione della maiolica bianca. Il progetto fu a cura di Ugo Mechetti, proprietario della fabbrica di terrecotte artistiche Arno; esso fu esaminato dalla Commissione di arte sacra ed eseguito a partire dal novembre 1955 dalla ditta Guido Piazzini. Mechetti eseguì e donò alla parrocchia il vaso del fonte battesimale, insieme alle formelle di contorno e della base; i costi totali furono di circa 600.000 lire, mentre l'inaugurazione avvenne alla presenza e benedizione dell'arcivescovo Ermenegildo Florit, la sera del 25 dicembre 1955. 

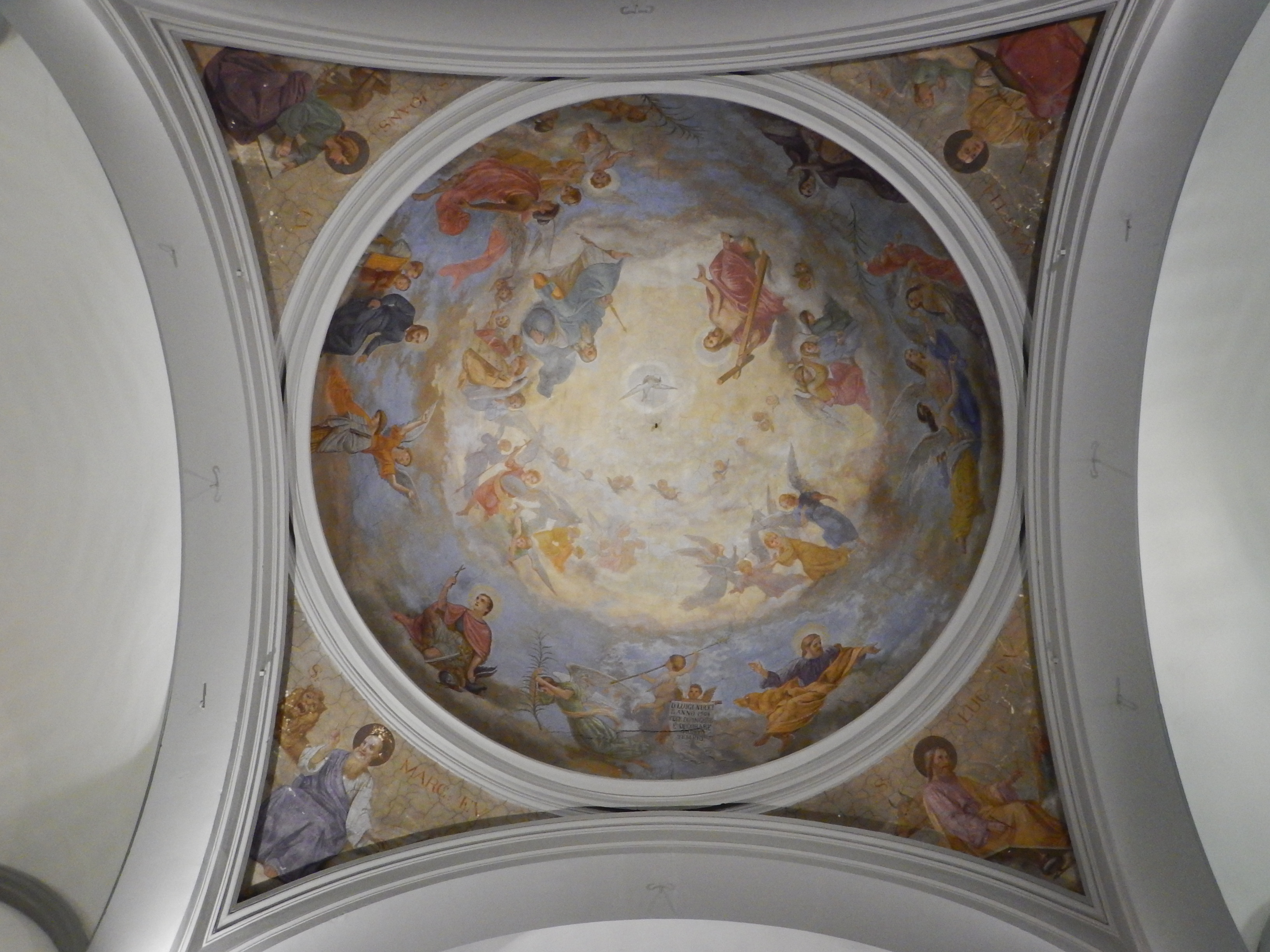
Cupola della chiesa, raffigurante la Santissima Trinità in gloria

#### Cupola
Nel punto in cui la navata incontra il transetto e il presbiterio è stata realizzata una cupola a base circolare; intorno alla quale sono disposti quattro pennacchi. Questi ultimi sono sorretti da quattro finte colonne scanalate, realizzate in gesso; i capitelli corinzi con cui terminano si intersecano con il primo dei due cornicioni marcapiano. All'interno dei pennacchi sono presenti i quattro evangelisti, ognuno accompagnato dal proprio nome e dal suo simbolo di riferimento. Nella cupola vera e propria è invece presente un affresco di autore ignoto, riguardante la Santissima Trinità in gloria circondata da angeli e santi.
L'affresco risulta diviso in due fasce: in quella superiore, caratterizzata dal colore giallo acceso, sono presenti Dio Padre (accompagnato da una bacchetta dorata e da una riproduzione del globo terrestre), il Figlio (accompagnato dal Crocifisso) e lo Spirito Santo (rappresentato sotto forma di colomba e posto esattamente al centro della cupola). Nella fascia inferiore predomina il colore blu e sono rappresentati numerosi santi; uno degli angeli reca inoltre un cartiglio con scritto «Don Luigi Nucci l'anno 1904 fece dipingere e decorare questo tempio». Poiché Nucci non era più sacerdote nella parrocchia dal settembre 1901, si suppone che il pittore abbia voluto indicare comunque il nome del committente e non del sacerdote sotto cui si svolsero effettivamente i lavori.

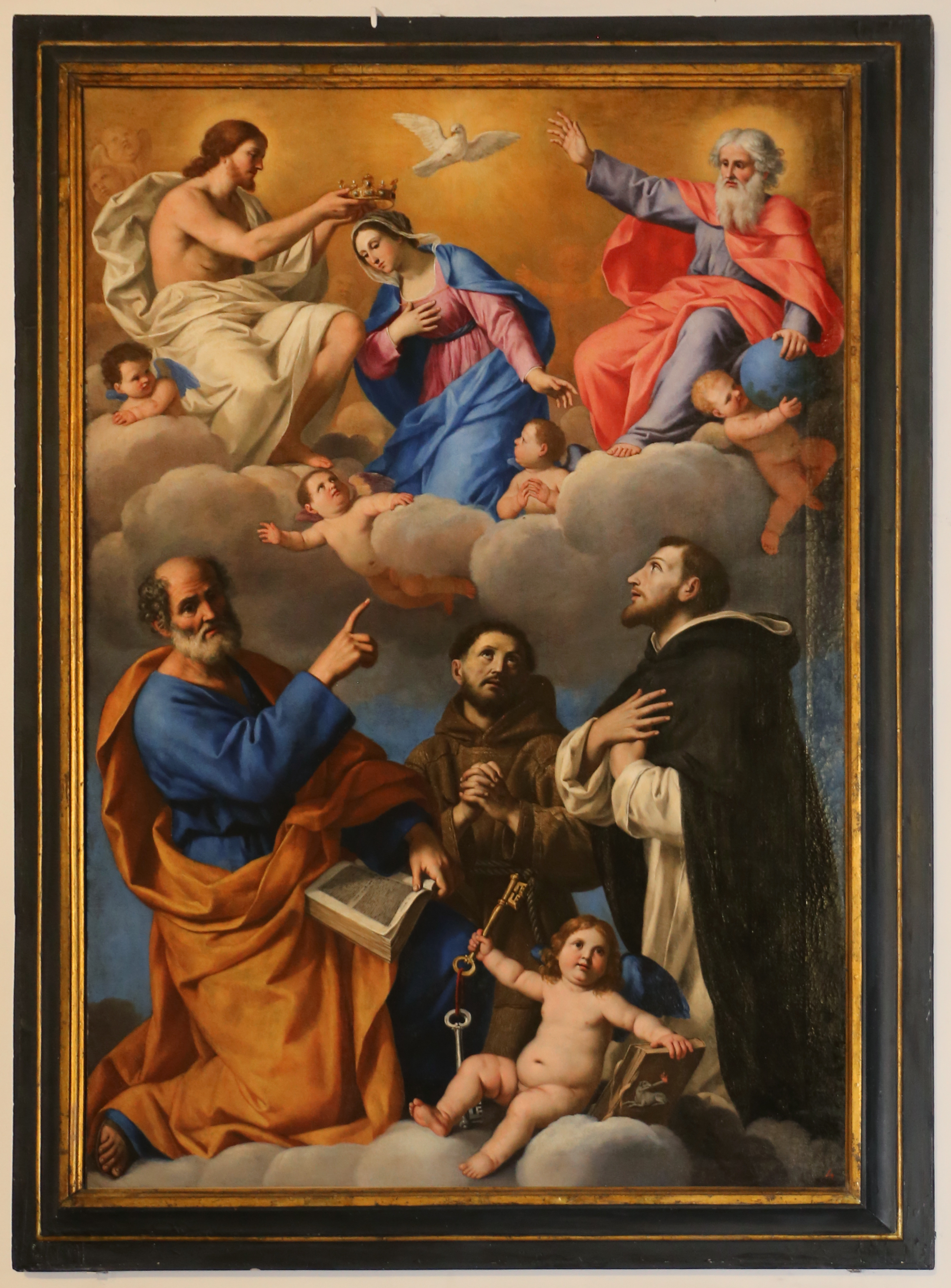
L'Incoronazione della Vergine, di Giacinto Gimignani

#### Transetto destro

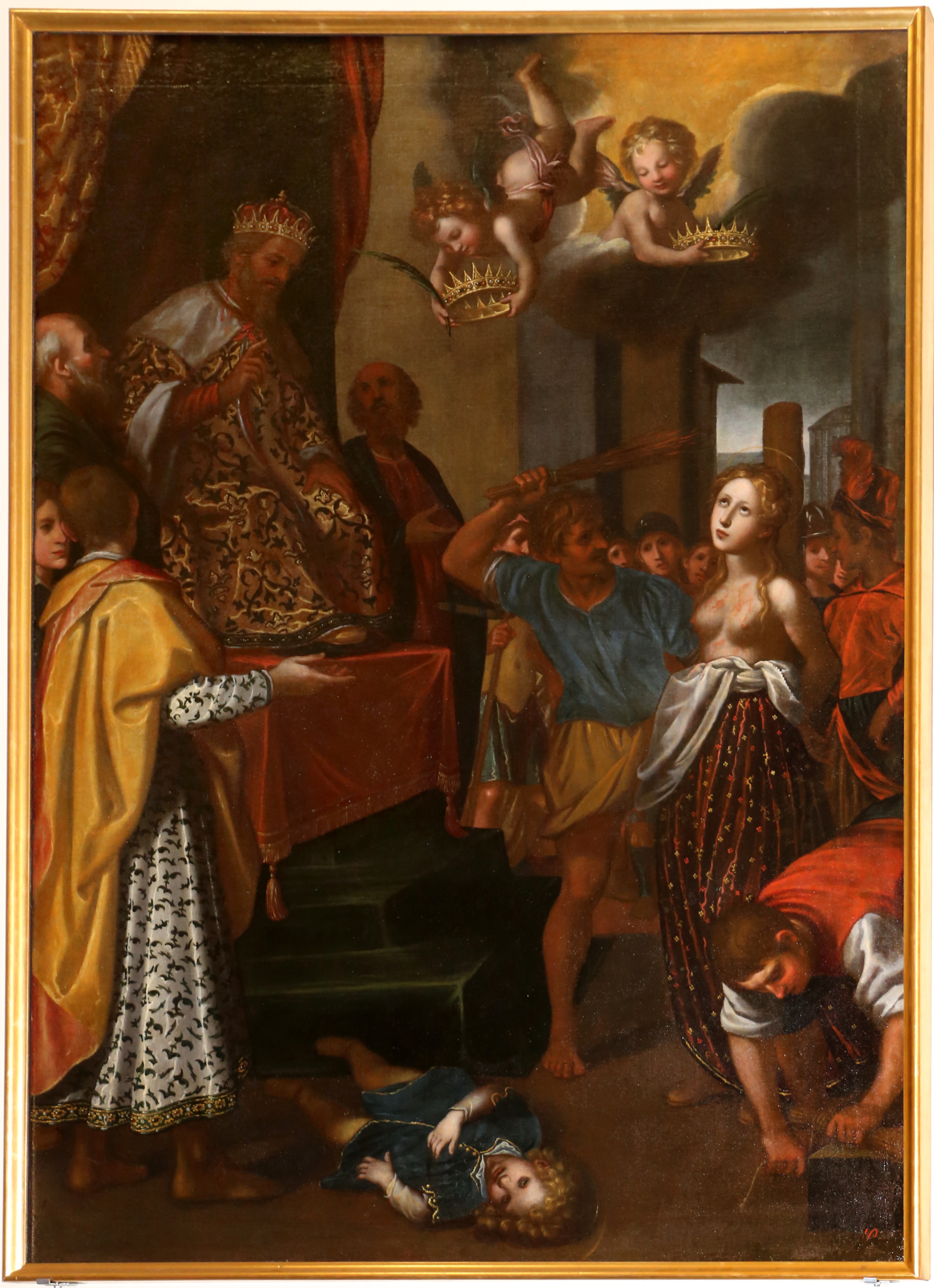
Il Martirio dei santi Quirico e Giulitta, dipinto seicentesco della scuola di Francesco Curradi

Nella parete destra del transetto destro – dedicato a san Giuseppe – è presente una piccola porta in legno, il cui contorno è delineato dalla pietra serena; essa conduce al teatro parrocchiale, dalla capienza di circa settanta posti e intitolato agli inizi del Duemila, dopo alcuni lavori di rifacimento, al parroco don Mario Borgioli. Accanto alla porta è presente un antico confessionale novecentesco, non più usato; nei pressi della parete sinistra è invece posto l'organo e, in un piccolo baldacchino, una scultura ritraente Cristo crocifisso. Vicino alla parete centrale è presente un altare a muro, sul quale è stato posto un dipinto del Seicento recentemente riferito a Giacinto Gemignani, dal soggetto dell'Incoronazione della Vergine; all'interno dell'opera Gesù incorona Maria alla presenza di Dio Padre, dello Spirito Santo sotto forma di colomba e di numerosi angeli. Sono inoltre presenti in contemplazione tre santi: Pietro, Francesco e Domenico. Alla sinistra dell'altare è stata posta una statua raffigurante la Vergine Addolorata.

#### Transetto sinistro
Il transetto sinistro è stato creato e arredato in maniera speculare al transetto destro; nei pressi della parete sinistra è di conseguenza presente un ulteriore confessionale novecentesco e una porta, la quale collega la chiesa alla sagrestia. Sulla parete destra è presente un quadro anonimo, sempre della scuola fiorentina del Seicento, riferito a un seguace di Francesco Curradi; l'opera – dal soggetto del Martirio dei santi Quirico e Giulitta – rappresenta l'uccisione di Quirico a opera del governatore della Cilicia Alessandro e dinnanzi alla madre Giulitta.
L'altare a muro situato presso la parete centrale sorregge il tabernacolo in pietra serena, realizzato tra il 1900 e il 1901 insieme alla chiesa; la struttura del tabernacolo richiama metaforicamente quella di un tempio, sostenuto da due finte colonne scanalate di ordine ionico; l'architrave del "tempio" riporta la frase Ego sum panis vitae, ed è sormontata da un semicerchio che racchiude la decorazione di una conchiglia. Lo sportello del tabernacolo è realizzato in metallo dorato e reca le immagini della croce, dell'eucaristia e del pesce. Sopra il tabernacolo è stato posto con la costruzione dell'edificio un affresco della Sacra Famiglia, già presente nella chiesa antica e preservato al momento della demolizione. In tale affresco, la Vergine Maria viene definita Madonna del Soccorso e festeggiata la prima domenica di maggio; a quest'ultima – che nei secoli precedenti veniva venerata il 14 marzo – è stato dedicato il transetto sinistro.

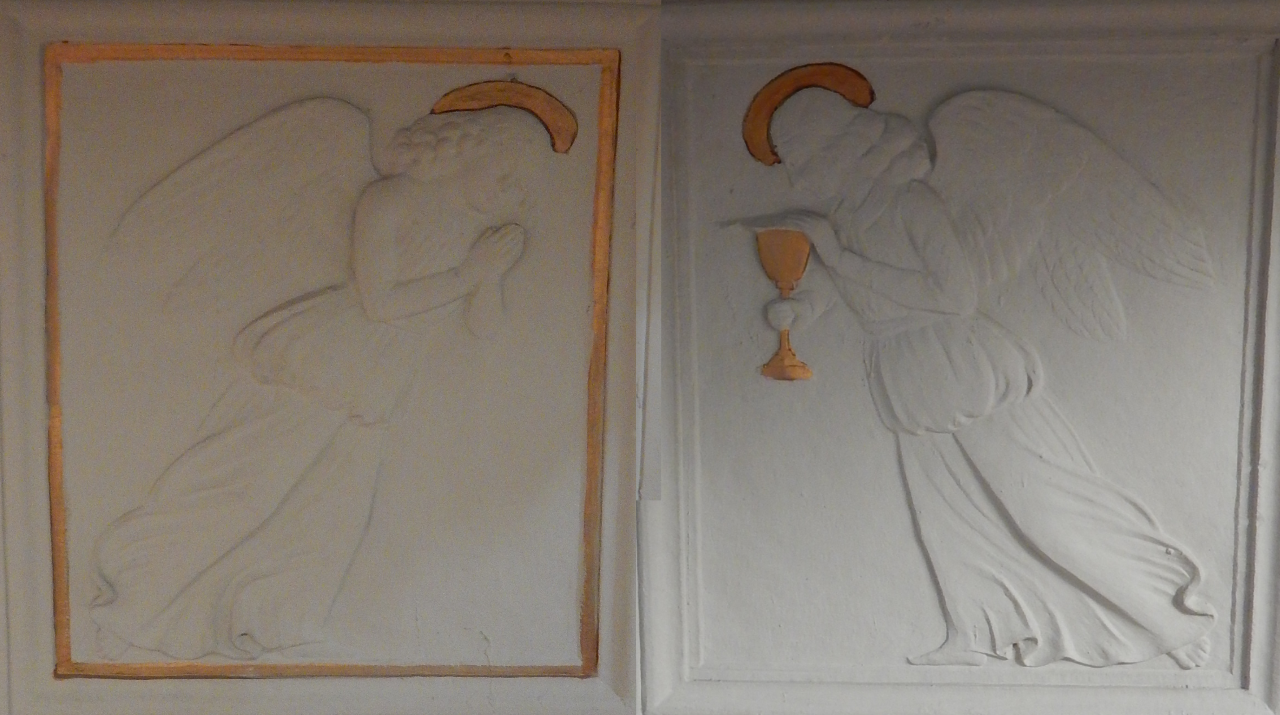
Calchi degli angeli quattrocenteschi presenti ai lati dell'altare maggiore

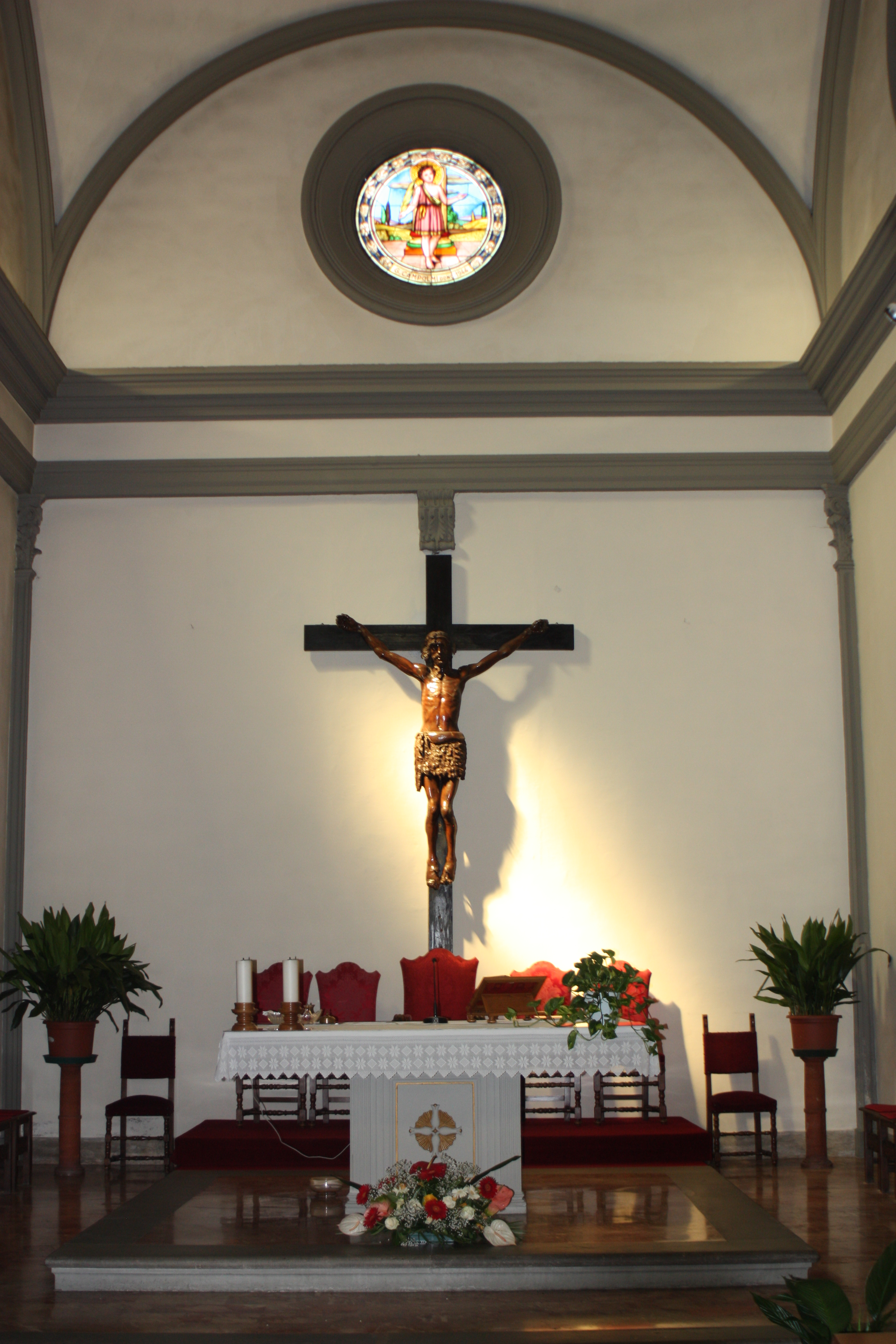
Presbiterio della chiesa

#### Presbiterio
Per il pavimento del presbiterio fu deciso di utilizzare del marmo rosso di Verona, intervallato alla pietra serena. Questa area è rialzata di un gradino rispetto alla zona dedicata ai fedeli; ulteriormente rialzato di due gradini – sebbene il progetto originario ne prevedesse solo uno – si trova l'altare maggiore. Poiché l'altare costruito insieme all'edificio risultava insufficiente in quanto a grandezza, esso fu inizialmente ampliato con l'uso del legno di un altare posseduto dalla Compagnia di San Quirico; a partire dal 1910, ne fu tuttavia decisa la sostituzione. Il progetto del nuovo altare maggiore fu disegnato dall'ingegnere Ugo Tarchi, poi sostituito dall'architetto Serpi; esso è sostenuto da due finte piccole colonne scanalate di ordine ionico, mentre nel paliotto è presente l'immagine di una croce, posta su uno sfondo dipinto mediante l'oro liquido.
L'altare poggia su una base quadrata ai cui lati sono scolpiti, su pietra serena, due calchi di angeli quattrocenteschi risalenti alla scuola di Mino da Fiesole. Tali angeli erano già presenti nella chiesa antica, dove adornavano il tabernacolo. Nel 1926 fu acquistato il pulpito, il quale non fu costruito per l'occasione e già mostrava i primi segni dei tarli; tale acquisto fu determinato dalla non ottima situazione economica della parrocchia, nella quale a partire dal 1901 stavano continuando a svolgersi lavori di edificazione o preservazione. Intorno al 2001 il pulpito fu sostituito con un ambone, appositamente ideato e realizzato da Renzo Fancelli.

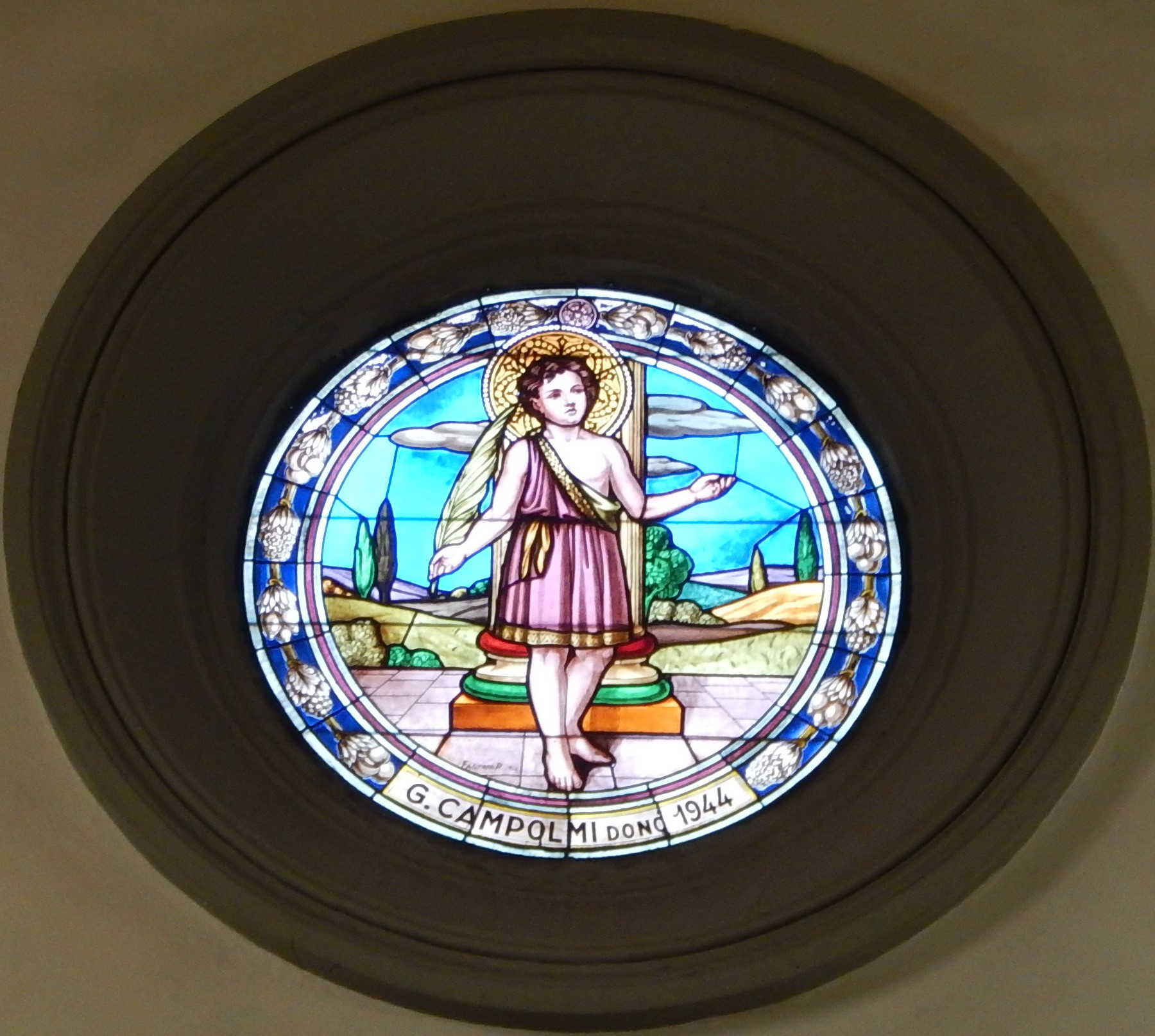
Particolare del rosone dedicato a san Quirico

Sulla parete dietro all'altare è stato posto il crocifisso, e alla sua base una piccola longherina. Inizialmente esso fu fatto progettare allo scultore fiorentino Moretti, il quale tuttavia non poté realizzare l'opera per la mancanza di un legno adatto. Nel 1947 la curia di Firenze donò allora gratuitamente un crocifisso che giaceva da molti anni abbandonato all'interno del palazzo Arcivescovile; dopo un'accurata ripulitura fu posto dove attualmente si trova, la sera del 26 luglio. Poco sotto il crocifisso sono state poste le sedi per il celebrante, i diaconi e i chierichetti, rialzate di un'ulteriore gradino dall'altare maggiore mediante una struttura in legno. Nella parete sinistra del presbiterio è infine presente un piccolo tabernacolo, recante scritto Oleum infirmorum; esso, ormai non più usato, era appunto destinato a contenere l'olio degli infermi.